# Список серий телесериала «Склифосовский»
«Склифосовский» — российский телесериал, медицинская драма, выходящий с 2012 года.

## Обзор сезонов
| Сезон                         | Серии | Серии | № серий | Даты показа      | Даты показа     |
| Сезон                         | Серии | Серии | № серий | Первая серия     | Последняя серия |
| ----------------------------- | ----- | ----- | ------- | ---------------- | --------------- |
| 1                             | 24    | 24    | 1–24    | 24 сентября 2012 | 5 октября 2012  |
| 2                             | 24    | 24    | 25–48   | 1 апреля 2013    | 12 апреля 2013  |
| 3                             | 24    | 24    | 49–72   | 14 апреля 2014   | 29 апреля 2014  |
| 4                             | 24    | 24    | 73–96   | 6 апреля 2015    | 23 апреля 2015  |
| 5                             | 16    | 16    | 97–112  | 16 января 2017   | 26 января 2017  |
| 6                             | 16    | 16    | 113–128 | 22 января 2018   | 1 февраля 2018  |
| 7                             | 16    | 16    | 129–144 | 18 февраля 2019  | 28 февраля 2019 |
| 8                             | 16    | 16    | 145–160 | 1 февраля 2021   | 11 февраля 2021 |
| 9                             | 16    | 16    | 161–176 | 31 января 2022   | 10 февраля 2022 |
| 10                            | 16    | 16    | 177–192 | 30 января 2023   | 9 февраля 2023  |
| «Море. Солнце. Склифосовский» | 4     | 4     | —       | 11 февраля 2023  | 11 февраля 2023 |
| 11                            | 16    | 16    | 193—208 | 5 февраля 2024   | 15 февраля 2024 |
| 12                            | 16    | 16    | 209—224 | 3 февраля 2025   | 13 февраля 2025 |
| 13                            | 16    | 16    | 225—240 | 2 февраля 2026   | 12 февраля 2026 |

### Сезон 1
| № серии | Премьера         | Описание серии |
| ------- | ---------------- | --- |
| 1       | 24 сентября 2012 | Действие происходит в Институте скорой помощи им. Склифосовского. Главный герой — хирург Брагин, талантливый врач и бесспорный профи. Помимо профессиональных удач за Брагиным тянется и слава первого ловеласа, благо мужского обаяния ему не занимать. В отделении ажиотаж: все гадают, кто станет новым замом хирургии. Особенно обеспокоена Полина — она до последнего надеется, что начальником назначат её мужа, хирурга Пастухова. Однако сам Пастухов вовсе не разделяет тщеславных планов своей жены — он считает, что это место по праву принадлежит Брагину. Тем не менее главврач Бреславец принимает другое решение — он отдает место начальника новому человеку. |
| 2       | 24 сентября 2012 | На Брагина «вешают» аспиранта, который вот-вот должен приехать. Происходит путаница: он принимает молодую начальницу Ларису за свою подопечную и, естественно, позволяет себе вольное обращение… Подруга Брагина, анестезиолог Эмма, с недовольством замечает, что ему интересна Лариса. В отделении новый пациент — во время собственной свадьбы юноша поссорился с невестой и выбросился из окна восьмого этажа. А на следующий день появляется новый аспирант Салам. Это наивный юноша, верящий в светлые идеалы. С первого взгляда его очаровывает красота Полины. |
| 3       | 24 сентября 2012 | Лариса просит Бреславца об увольнении — она не чувствует в себе сил для такой ответственной работы. К тому же её сын, подросток Никита, переживает, что мать перестала уделять ему внимание. Однако Бреславец категоричен — он верит в Ларису и никуда не собирается её отпускать. В отделение привозят парня и девушку, неудачно прыгнувших с крыши. К Брагину приходит посетитель с подарком — он хочет отблагодарить за спасение своей жены. Однако по ходу разговора гость мрачнеет и неожиданно накидывается на Брагина в полной уверенности, что жена изменила ему, пока была в Склифе. Салам ведет себя чудаковато: все вокруг для него ново, и в самых обыденных вещах он подозревает таящуюся опасность. Полина в шутку флиртует с аспирантом, а тот воспринимает все за чистую монету. В больницу приходит новая медсестра Аня. Она наслышана о великом Брагине от своей подружки-практикантки и уже заранее очарована им. |
| 4       | 25 сентября 2012 | Бреславец недоволен выходкой Брагина и грозится уволить его, если тот не принесет депутату слезные извинения. Брагин наотрез оказывается просить прощения. Но ситуация разворачивается неожиданно удачно — депутат сам признает свою вину. Новые пострадавшие — футбольные фанаты двух противоборствующих команд. Израненные подростки хорохорятся друг перед другом и мешают врачам работать. Эмму тошнит, и Брагин в свойственной ему манере подкалывает её на тему беременности. В ответ Эмма неожиданно не отрицает этого. Брагин встревожен. Аня отвергает ухаживания Костика — после истории с дракой героический ореол Брагина только укрепился в её глазах. У Никиты день рождения. Обидевшись на маму, мальчик отключает телефон и целый день не выходит на связь. |
| 5       | 25 сентября 2012 | После «шутки» Эммы Брагин решает расстаться с девушкой. Пастухов дарит Полине дорогую сумку и обещает ей, что с новой подработкой возьмет ипотеку. Полина счастлива. В Склиф привозят двух женщин с отравлением. Одна произносит странную речь, что её отравили подруга с мужем. Врач сообщает Полине, что у неё почти нет шансов забеременеть. Сын Ларисы приводит в отделение мальчика, избитого на улице. Никита признается, что уже давно не ходит в школу. В больнице появляется отец Эммы. Он видит, что его дочери плохо, и требует, чтобы Брагин оставил её в покое. |
| 6       | 26 сентября 2012 | Костя разочаровывает Аню своим поведением в клубе — он струсил и не ввязался в драку. Неудачливый ухажер уверен, что девушка для него потеряна, и говорит об этом Саламу. В отделении готовятся к празднованию Дня медработника. Брагин дает деньги Саламу на цветы для женщин. Но вместо того чтобы подарить букеты, юноша отдает все цветы Ане. В Склиф привозят самоубийцу — женщина бросилась с моста. Ей оказывают помощь, но она вновь пытается покончить с собой, как только остается одна. Другая «праздничная» пострадавшая — 43-летняя тусовщица Леля, которая всеми правдами и неправдами пытается вернуть свою молодость. Салама ждет особое испытание: его пациент — стриптизер, и он весьма доволен миловидным врачом. |
| 7       | 26 сентября 2012 | Брагин приглашает Ларису в театр. Она соглашается. В Склиф привозят пенсионера с разбитой головой. Выясняется, что он до последнего отказывался переезжать из расселяемого дома, и в итоге был придавлен плитой при обрушении. Бреславца предупреждают, что в Склиф едет ревизор под видом пациента. Никаких примет ему не сообщают, кроме того, что гость увлечен азиатской культурой. Спасенный сотрудник МЧС Еремин очарован Эммой и начинает робкие попытки к сближению. В отделение привозят маленькую девочку с отравлением. Она нашла семейную аптечку и не признается, какие таблетки ела… |
| 8       | 26 сентября 2012 | Салам продолжает донимать Аню ухаживаниями. Он уверен, что девушка — любовь всей его жизни, и не замечает, что она к нему равнодушна. Еремин приглашает Эмму на свидание, и назло Брагину она соглашается. Однако реакции героиня не получает и, разозлившись, едва не срывает Брагину опасную операцию. Новый пациент — пятилетний Миша. Чтобы произвести впечатление на «невесту», он засунул пуговицу в нос. В Склиф привозят бизнесмена с инсультом. Его реанимируют. Чтобы увидеться с мужем, его жена Светлана вынуждена притвориться уборщицей. А вот обратившийся в Склиф Павел обескураживает персонал. После принятия снотворного он чудесным образом облысел на половину головы и требует срочно вернуть его шевелюру на место. |
| 9       | 27 сентября 2012 | Лариса готовится к приходу Брагина. Полина едва не попадает под машину. В последний момент прохожий успевает оттолкнуть её с дороги и сам попадает под колеса. С переломами его привозят в Склиф. Пешеход оказывается бывшим космонавтом и старым знакомым Бреславца. Полина в отчаянии. Она говорит Пастухову, что никогда не сможет иметь детей. Но на этом чёрная полоса не заканчивается… В Склиф привозят эпилептика Косинцева, разбившего голову об игровой автомат из-за проигрыша. Костику не удается помочь ему, и на помощь приходит Пастухов. Аня разочарована в Косте. Еремин предлагает Эмме выйти за него замуж, но она отказывает, говоря, что любит другого. В отделении новый пациент, пострадавший во время охоты. Пьяный друг, целясь в кабана, серьёзно ранил его… |
| 10      | 27 сентября 2012 | Костя ревнует Аню к Саламу и пытается спровоцировать конфликт. Лариса признается Эмме, что все рассказала Брагину, и просит прощения. Эмма неожиданно благодарит её. В отделение доставляют парня с сильной травмой лица. Он пострадал, защищая невесту от хулиганов. Полина безучастна ко всему и говорит Пастухову, что им нужно на время расстаться. Новая пациентка, Светлана, пострадала в ДТП. Охранник научил девушку гонять по Москве, и она не справилась с управлением. В Склиф привозят девушку, пытавшуюся прервать беременность аспирином. Брагин предлагает Эмме попробовать продолжить отношения. |
| 11      | 1 октября 2012   | Бреславец доверяет Косте самостоятельную операцию. В отделение привозят новую пострадавшую — Дина случайно выстрелила в себя из пневматического ружья. Спасти её не удается. Взбешенный муж Дины Руслан берет в заложники Ларису и угрожает застрелить её. Брагин и Костик кидаются на помощь. Салам слышит, как Аня говорит Костику, что у неё нет чувств к Саламу — она просто не хочет его обижать. В Склиф приезжают два друга. Они на спор тянули из костра рукой картошку, и в результате один из них в критическом состоянии. |
| 12      | 1 октября 2012   | Брагин делает предложение Эмме. Бреславец принимает Салама в штат. Юноша одновременно и рад, и обескуражен: он никак не ожидал такого поворота и сомневается в своих силах. Он приглашает Аню отметить это событие, но та отказывает. К Косте приезжают родители. Они намерены перевести сына из Склифа в элитный санаторий, но Костя решает остаться. Новая пострадавшая — избитая цыганка, за неё приходит просить весь табор. Оставшись наедине с Полиной, она дает ей заговоренный камень и утверждает, что он поможет ей зачать ребёнка. |
| 13      | 1 октября 2012   | Эмма уезжает в Питер. Рука Брагина не заживает, и он должен принять непростое решение — делать операцию или нет. Герой понимает, что если исход будет неудачным, он больше никогда не сможет оперировать. Бреславец хочет покинуть свой пост и предлагает место главврача Брагину. После ночи с мужем Полина теряет заговоренный камень, и, несмотря на все усилия, найти его так и не удается. Ларису тяготит присутствие Сергея в Склифе. В больнице погибает девочка — жертва ДТП. Виновник аварии, стритрейсер, скидывает вину на погибшего друга, который ехал с ним в машине. У другого пациента, Аркадия, — разрыв пищевода: мужчина справлял день рождения в одиночестве и решил заглушить горе едой. |
| 14      | 2 октября 2012   | Сергей уговаривает Ларису снова жить вместе, но героиню только злят его попытки к сближению. Костик отказывается знакомиться с мамой Ани, и девушку это сильно обижает. Брагину оперируют руку. Шейнман говорит, что надежды на улучшение мало. По просьбе Бреславца Лариса просит Брагина стать главврачом, но тот наотрез отказывается. После примирения Костик предлагает Ане жить вместе. Отношения Бреславца и Шеиной бурно развиваются. Полина неожиданно для себя обнаруживает, что беременна. Никита возвращается из лагеря. Лариса видит, что по отцу он соскучился сильнее, чем по ней. |
| 15      | 2 октября 2012   | Брагин безуспешно пытается восстановить руку после операции. Бреславец принимает решение остаться на посту. Салам отпускает домой пациента с травмой головы. Не дойдя и до дверей Склифа, избитый теряет сознание. Салама обвиняют, что он не диагностировал инсульт. У Брагина и Ларисы бурно развивается роман. Сергей замечает их отношения и крайне раздосадован. Недоволен их связью и Бреславец — он не верит в искренность чувств Брагина. Вскоре опасения Бреславца находят подтверждение. |
| 16      | 3 октября 2012   | Брагин требует от Ларисы определиться в отношениях с бывшим мужем. Лариса видит, что Никита тянется к отцу и не может ничего ответить Брагину. На пути в Останкино по нелепому стечению обстоятельств Салама принимают за местного преступника-рецидивиста и забирают в милицию. У Полины подтверждается краснуха. По медицинским показаниям она должна сделать аборт. Аня переезжает жить к Косте и его бабушке. Необычные пациенты — депутат Людмила, упавшая в люк во время ревизии участка, и виновник инцидента, ответственный за благоустройство территории Маслов, который оказывается мужем Людмилы. Тяжелая история происходит в травматологии. Девушка Ася упала с лошади и, лежа с переломами, беспокоится, чтобы её коня не наказывали. В отделение привозят гимнастку с обмороком от сердечного сбоя. Девушка рвется на чемпионат, и только новый приступ останавливает её.                                             |
| 17      | 3 октября 2012   | У Брагина роман с Сашей. Бреславец медленно оправляется от приступа — к нему вернулась речь. До Брагина доходит информация, что Бреславец лоббирует его кандидатуру на пост главврача и он единственный претендент, но неожиданно в отделении появляется никому в Склифе не известная Вера Зименская, новый главврач. Она холодна и жестка в общении, по слухам, проводит чистки на новом месте и за глаза прозвана Зимой. В первый же день она оправдывает свое имя. Несмотря на уговоры Пастухова сделать аборт, Полина решает оставить ребёнка. В отношениях Кости и Ани перемены: теперь Аня по уши влюблена, а Костя досадует на оплошности своей девушки. В отделение приходит новый анестезиолог Неклюдов. Молодой врач очарован медсестрой Ниной. |
| 18      | 3 октября 2012   | В Склифе полицейский: в предсмертной записке Веня обвиняет в своей смерти Пастухова. Выясняется, что причиной гибели парня стала смесь препаратов, применяемая медиками для эвтаназии. Полиция подозревает, что Пастухов дал Вене её рецепт. Лариса расхлебывает последствия очередной неудавшейся аферы: чтобы откосить от армии, Алик готов на любые эксперименты со своим здоровьем. Сергей не оставляет попыток восстановить отношения с Ларисой, но она непреклонна. В отделении разворачивается криминальная драма: в Склифе появляются двое бандитов, объявленных в розыск, один из которых тяжело ранен. |
| 19      | 4 октября 2012   | Полина сообщает Пастухову о смерти их ребёнка. У Кости с Аней окончательно разлаживаются отношения. Он понял, что не готов к семейной жизни, и после недолгих колебаний говорит девушке об этом. Съехать Ане помогает Салам. Сергей по-прежнему пытается вернуть Ларису, но теперь его разговор становится предметным: он предлагает новую работу в немецкой клинике, семейную жизнь и достойное будущее для их сына. Неожиданно для родителей Никита наотрез отказывается ехать в Германию. Сергей спешит сообщить руководству, что они с Ларисой хотят уехать, и Зименская просит Брагина вернуться в Склиф. Тот без колебаний соглашается. |
| 20      | 4 октября 2012   | Родители Костика недовольны его расставанием с Аней. Устав от безответственности сына, они отказываются обеспечивать его. Лариса сообщает Зименской, что никуда не собирается уезжать и остается в Склифе. В отделение привозят роженицу с подозрением на инсульт. Выясняется, что искривление рта вызвано не приступом — женщина просто перестаралась с силиконом. Брат пациентки Антон пытается завязать отношения с Аней. Полина безучастна ко всему и никого не хочет видеть. Пастухов в отчаянии. Никита привозит в Склиф свою подругу — одноклассницу Соню. |
| 21      | 5 октября 2012   | Полина уезжает домой к матери и хочет развестись с Пастуховым. Соню отпускают домой с братом. Лариса подозревает, что именно он распространяет наркотики. Костик узнает, что у Ани роман с Антоном, братом пациентки. В Склиф попадает юная пианистка с подозрением на инфекционный менингит. Зименская объявляет карантин. Позже выясняется, что девушка пыталась отравиться из-за провала на конкурсе. Пациент Салама просит ампутировать ему ногу, чтобы получать пенсию по инвалидности, и после отказа врача пытается отрезать ногу самостоятельно. |
| 22      | 5 октября 2012   | Влад умирает в Склифе. Сергей попрекает Ларису невниманием к окружению сына и досадует на их роман с Брагиным. Пастухов впадает в депрессию. Когда у пациента с обморожением останавливается сердце и уже диагностирована смерть, Пастухов в ярости бьет его по груди. Чудесным образом сердце начинает биться. Врачи приводят в себя девушку — жертву изнасилования. Она категорически отказывается заявлять в полицию, но по невероятному стечению обстоятельств встречает своего обидчика… в Склифе. |
| 23      | 5 октября 2012   | Новая пациентка — пожилая исполнительница романсов Введенская с переломом. Аня сразу узнает её, ведь это одна из любимиц Костиной бабушки, о чём внук, конечно, не знал. Введенская готовится к худшему, ведь в молодости цыганка нагадала ей смерть от первого перелома. Зименская решает уволить Полину и просит Брагина посодействовать ей в этом. У Кости умирает отец. В состоянии стресса Костя садится за руль и сбивает девушку. Пастухов берет себя в руки и снова оперирует. Однако его нервы на пределе. Лариса с Брагиным планируют романтический ужин. |
| 24      | 5 октября 2012   | В Склифе массовая травма — пострадавшие при взрыве. Аня допускает ошибку при операции, и пациентка умирает. Подростку с серьёзными травмами требуется срочное переливание крови, но неожиданно его мать наотрез отказывается подписать согласие на операцию и грозит привлечь полицию, если врачи пойдут против её воли. Когда выясняется, что женщина состоит в секте, Брагин запирает её в подсобке, и Салам проводит операцию. Сергею становится плохо, и при обследовании у него находят опухоль. Аня дорабатывает последний день. Девушка готовится к свадьбе с Антоном и переезду за границу. |

### Сезон 2
| № серии | Премьера       | Описание серии |
| ------- | -------------- | --- |
| 1 (25)  | 1 апреля 2013  | Сергею делают операцию. Все проходит в штатном порядке, но долгосрочный прогноз дать пока невозможно. Лариса обижена на Брагина, ведь тот столько времени скрывал от неё диагноз её бывшего мужа. Костик приступает к самостоятельной практике — теперь он дипломированный врач. Однако первая же его операция оказывается неудачной — пожилая пациентка умирает на операционном столе. Ситуация усугубляется тем, что молодой врач вышел на работу, изрядно погуляв накануне. С претензиями в Склиф приезжают внуки пациентки, но оказывается, что их больше волнует наследство. Зименская отстраняет Костика от работы на неделю. Полина с Пастуховым живут порознь, но явно мучаются друг без друга. В Склиф приезжает Эмма с дочкой Тамарой. Коллектив тепло встречает молодую маму, а Зименская настоятельно просит Эмму вернуться на работу. В отделении очередная пациентка после попытки суицида: женщина готова на все, чтобы удержать мужа, который хочет уйти к молодой студентке… |
| 2 (26)  | 1 апреля 2013  | Сергей возвращается домой после операции, и они с Ларисой и сыном начинают жить вместе. Никита бесконечно рад воссоединению семьи и всячески поддерживает домашнюю идиллию. Брагин неприязненно относится к Неклюдову: ему не нравится резкий, не признающий авторитетов коллега, и он не одобряет их роман с Ниной. В Склифе появляется новый хирург Марина Нарочинская — бывшая студентка Зименской и дочь хирурга с мировым именем. Это женщина с мужским характером, деловая, хваткая, но очень эффектная внешне. Вместе с ней приходит её давняя приятельница — медсестра Лена Михалева. Милая и скромная «серая мышка» — полная противоположность своей подруги. Брагин не в восторге от поведения Марины и предчувствует, что они не сработаются. Неклюдов неожиданно делает Нине предложение. Женщина застигнута врасплох, но абсолютно счастлива. У Брагина тяжелая операция: он вынужден ампутировать ногу восемнадцатилетнему мотоциклисту…                                        |
| 3 (27)  | 1 апреля 2013  | Полиция выясняет обстоятельства убийства Ларисы. Неожиданно выясняется, что убийца дал показания против Брагина. По его словам, врач напал на него, и в драке Насибов случайно задел Ларису. Следователь намеренно провоцирует Брагина, и тот начинает драку. Лишний раз убедившись, что Брагин не способен совладать с эмоциями, Зименская назначает Пастухова заведующим по хирургии. Пастухов озадачен новой руководящей должностью, но все же принимает её. Чтобы помочь Брагину, Зименская вынуждена обратиться к бывшему мужу — адвокату Михаилу. Тот выясняет, что отец наркомана — влиятельный человек, и он не остановится ни перед чем, чтобы его сын вышел сухим из воды. С крайней неохотой Зименский соглашается защищать Брагина… |
| 4 (28)  | 1 апреля 2013  | Пациент Сергея, лихой байкер, которого покусала собака, дает напутствие сыну быть смелее и сесть за руль мотоцикла. Отца ничуть не смущает, что парень почти не умеет им управлять. Результат не заставляет себя долго ждать — вскоре в Склиф доставляют мотоциклиста со страшным диагнозом — «внутреннее обезглавливание». Врачам предстоит крайне трудная операция, осуществить которую удавалось только легендарному Нарочинскому, отцу Марины. В Склифе появляется новый интерн Ян. Стеснительный юноша поступает под руководства Кости. Полина загорается идеей удочерить Юльку — девочку, родители которой погибли в Склифе. Героиня очень боится, что её попытка суицида станет формальным препятствием. Отношения Сергея с сыном разлаживаются. Никита чувствует, что отец неискренен с ним, и злится, что от него скрывают результаты анализов. В свою очередь, Сергей подозревает сына в употреблении наркотиков…                                                                   |
| 5 (29)  | 2 апреля 2013  | Брагин на прогулке с дочкой спасает женщину от приступа, в который раз доказав свой профессионализм. Полинины переживания были не напрасными: удочерение Юльки осложняется. Женщина-инспектор не в восторге от Полины и требует прийти с мужем. Зименская пытается создать Пастухову максимальные удобства в новой должности, но такое повышенное внимание со стороны начальницы настораживает его. Брагин оперирует мужчину со спицей в плече. За операцией восторженно наблюдают девушки-практикантки. Они восхищены врачом-профессионалом и ещё более очарованы Брагиным-мужчиной. Сергею говорят, что в России у него мало надежды на выздоровление, и шансы увеличатся при лечении за границей. Марина продолжает успешно проводить операции… |
| 6 (30)  | 2 апреля 2013  | Полина с Пастуховым наконец принимают решение снова сойтись и вместе удочерить девочку. Очередного пациента привозят полицейские, после того как сами изувечили его, выбивая показания. Брагин зовет вторым хирургом Нарочинскую. Его бесит строптивость коллеги, но он начинает уважать её как профессионала. Костя застает Ксюшу целующейся с её бывшим парнем. В ярости юноша решает порвать отношения с ней. К Саламу приезжает сестра Алина. Девушка приехала поступать в театральный институт… |
| 7 (31)  | 2 апреля 2013  | В суде Насибову, убийце Ларисы, выносят приговор — 5 лет заключения. Зименская в бешенстве, она ожидала более сурового решения. Однако адвокат считает, что при связях отца Насибова нужно быть довольным и таким сроком. Зименский неожиданно появляется в Склифе и оставляет Вере детей, ссылаясь на срочные дела. Женщина в растерянности, ведь работа в самом разгаре и опекать их некому. В отделение привозят жертв «огнестрела» — гостей неудавшейся свадьбы. Виновником оказывается влюбленный в невесту сосед. Пытаясь остановить венчание, юноша расстрелял половину гостей, а затем покончил с собой… |
| 8 (32)  | 3 апреля 2013  | Салам никак не может устроить личную жизнь — в третий раз он вынужден перенести свидание с девушкой из-за срочной работы. Брагин остается на дежурство с Мариной, чем сильно раздосадован — его раздражает крутой нрав женщины. Но дежурство заканчивается неожиданно для обоих… Новая пострадавшая — бывшая учительница Брагина. Она убеждает, что упала с лестницы, но выясняется, что её столкнул блатной ученик, сын директора школы. К полному изумлению Брагина, учительница оправдывает мальчика перед отцом-тираном. Неожиданно в Склиф привозят Зименского с алкогольной комой. Вера Георгиевна в ярости от выходки мужа и собирается отсудить у него детей. Неоспоримые преимущества теперь на её стороне — все отражено в медицинской выписке. Известная телеведущая Кира привозит в Склиф своего раненого любовника, просит помочь ему и укрыть их от журналистов… |
| 9 (33)  | 3 апреля 2013  | Девушка привозит в Склиф избитого до полусмерти отца. Она уверяет, что на него напали грабители, но проницательная Марина сразу замечает, что собеседница что-то скрывает. В Склифе появляется новый врач Хромов. Он немолод, циничен и с первого же дня держит себя весьма провокационно. Брагину неприятно поведение Марины: она всячески подчеркивает, что они чужие друг другу, и их ничего не связывает. В жизни Нины продолжается чёрная полоса, женщина даже боится ночевать дома… |
| 10 (34) | 3 апреля 2013  | Костя становится свидетелем кражи: вором, обчищающим кошельки работников Склифа, оказывается сестра Салама Алина. Девушка умоляет молодого человека не сдавать её и клянется, что воровала деньги, потому что сломала чужой телефон и за долги ей угрожают изнасилованием. В жизнь Зименского приходят неудачи — его серьёзно подставил деловой партнер, и теперь он в крупных долгах. Михаил просит у жены разрешения снять деньги с детского счета, но та категорически отказывает. Зименский уходит в ярости и обещает, что при первом же Верином проступке он снова отберет детей. Новая пациентка — женщина с подозрением на пневмонию. Сначала кажется, что жизни ничто не угрожает, но неожиданно у неё начинается приступ… |
| 11 (35) | 4 апреля 2013  | Утром Брагин просыпается у Лены. Девушка являет собой воплощенное женское счастье, она ухаживает за ним, как за мужем. Брагин в растерянности, он никак не ожидал такого поворота. Неожиданно ему звонит Марина и просит о помощи — у её отца приступ. Ни минуты не колеблясь, Брагин уезжает от Лены. Алина не унимается и все больше шокирует своим поведением Костю. Когда она предлагает ему переспать в расплату за молчание, тот рассказывает Саламу, что девушка съехала с катушек и её пора отправлять домой. Салам в ужасе и возмущен тем, что Костя столько времени молчал. Нина в отчаянии. Неклюдов застает её плачущей на плече у Брагина… |
| 12 (36) | 4 апреля 2013  | Эмма привозит дочку в Склиф с высокой температурой. Врачи не могут поставить диагноз, но на помощь приходит Зименская. Мама двоих детей безошибочно определяет причину недомогания. Костя и Хромов привозят нового пациента — Азамата. Парень в тяжелом состоянии после издевательств в военной части. До последнего юноша рвется из Склифа, переживая, что отсутствие грозит ему новыми проблемами. Дела Зименского идут все хуже, и он вынужден срочно уехать, чтобы спастись. На прогулке с дочерью Эмма неожиданно просит Брагина вернуться к ней… |
| 13 (37) | 8 апреля 2013  | У отца Марины новый приступ. По звонку Брагин мчится к ней среди ночи. Встреча заканчивается ссорой — Марина не намерена делить любовника со своей подругой и требует, чтобы Брагин бросил Лену. На почве ревности Марина оскорбляет Брагина, и тот уезжает от неё. В довершение ко всему на улице на героя нападает толпа хулиганов, и ему чудом удается отбиться от них. Зименская в трауре после похорон мужа. Выясняется, что в его смерти много белых пятен, и прокуратура возбуждает дело по факту гибели. Очередной пациент хирургии — жертва разборки на национальной почве. Несмотря на усилия Брагина, парень умирает. Виновным оказывается чемпион по борьбе Рашид. Парень пытается скрыться из Склифа… |
| 14 (38) | 8 апреля 2013  | Брагин пытается устроить Егора на операцию. До неё парню необходимо стационарное лечение, но Егор не торопится лечь в больницу — он переживает, что пьющая мать умрет без его помощи. Из отпуска возвращаются счастливые молодожены Нина и Неклюдов. Особенно рад видеть Нину Брагин. Полина наслаждается долгожданным материнством. Но её радость омрачают посторонние люди, заостряющие внимание на том, что ребёнок неродной. Марина выговаривает Зименской, что Пастухов плохой руководитель, и советует взять кого-то со стороны… |
| 15 (39) | 8 апреля 2013  | Нина и Неклюдов едут в магазин за подарком для ребёнка Пастуховых. Неклюдов недоволен общественным рвением своей жены и говорит, что вообще не любит детей и не хочет, что они у них были. Нина шокирована. Хлопоты Третьяковой за Азамата не знают границ: девушка намерена жаловаться в прокуратуру и спасать парня от обидчиков из военной части. Однако тот категорично просит её не вмешиваться и расстается с Третьяковой. Нарочинскому диагностируют инфаркт. Ему показана операция, но профессор просит отложить её на несколько дней и уговаривает Марину отвезти его умирать домой. В Склиф привозят тяжелых пациентов — жертв водного ДТП… |
| 16 (40) | 9 апреля 2013  | В Склиф привозят популярного актёра — главного героя известного сериала про врачей. Ничего серьёзного у актёра не обнаруживается, и он решает остаться на день для приобретения «медицинского» опыта. Актёр оказывается весельчаком, и они с Брагиным легко находят общий язык. Пациент Хромова — жертва женской подозрительности. Он всего лишь хотел помочь женщине донести сумки, а в итоге получил струю из баллончика в глаза. Пока ему оказывают помощь, в коридоре его ждет Усова — та самая женщина с сумками. Но она вовсе не собирается извиняться — она готовится обвинить бедолагу в краже денег… |
| 17 (41) | 9 апреля 2013  | Костик готовит сюрприз для Ксюши и ранним утром приезжает к ней с букетом цветов. Но в квартире «сюрприз» ждет его самого: он застает любимую девушку в постели с её сослуживцем и будущим депутатом Паниным. В отчаянии Костик бьет соперника и рвет отношения с Ксюшей. Лена приводит в порядок жилище Брагина, очищая его от накопившихся завалов. Дело спорится у Лены, и герой всё больше прельщается положительностью «настоящей женщины». Эмма вынуждена срочно оставить ребёнка Брагину на несколько часов… |
| 18 (42) | 10 апреля 2013 | Отношения Марины и Хаева развиваются стремительно. Марину приятно удивляет его мужественность, готовность взять на себя все сложности; однако героиня понимает, что почти ничего о нём не знает, и вечное присутствие его водителя рядом настораживает её. Лечение Сергея в Германии прошло на редкость успешно, прогноз благоприятный, и он подумывает вернуться на работу. Новостная сводка об обрушении крыши аквапарка и сотнях жертв ускоряет принятие решения — и Брагин с Куликовым мчатся в Склиф. В отделении адский день. Снова обнаруживается несостоятельность Пастухова как руководителя — ему не хватает характера, чтобы справиться с хаосом массовой травмы. У Марины тяжелая пациентка. В ассистенты на сложную операцию она берет Яна. Но выбор едва не оборачивается трагедией… |
| 19 (43) | 10 апреля 2013 | Зименская с Пастуховым находят в квартире покойного адвоката заветную папку. По настоятельной просьбе начальницы Пастухов сопровождает её и во время передачи документов. Неожиданно незнакомый человек предупреждает Пастухова, что в случае огласки у них с Полиной отнимут ребёнка. Ксюша просит прощения у Костика и говорит, что по-настоящему любит Панина. Костя болезненно переживает расставание и пытается с головой уйти в работу. В Склифе новые удивительные пациенты — трогательный аутист Илья, общающийся записками, и 60-летний Александр с попыткой суицида на почве несчастной любви. Марина понимает, что Хаев проще, чем хочет казаться. Героиня потворствует его имиджу лидера, но ясно видит, что никогда не влюбится в него… |
| 20 (44) | 10 апреля 2013 | Нина не одобряет роман Брагина и Лены и по-дружески высказывает Олегу, что они совсем не пара. Брагин обрывает разговор, в глубине души понимая, что Нина права. У дочки Пастуховых ни с того ни с сего начинается приступ удушья. Юльку срочно везут в больницу, где оставляют девочку на обследование. Пастуховы переживают, что ничего не знают о наследственности ребёнка. Неклюдов спускает деньги из «семейного бюджета» на альбом Дали с автографом автора, но вместо ожидаемого восторга, получает от жены выговор… |
| 21 (45) | 11 апреля 2013 | Родители Руслана тщетно пытаются перевести сына в другую больницу, но везде получают отказ и подтверждение, что парень мертв. А Мите резко становится хуже — без операции ему остаются считанные часы. Брагин в отчаянии хочет сделать пересадку сердца втайне, но Зименская наотрез отказывается дать добро на авантюру. В последний момент родители Руслана дают согласие на трансплантацию. Пастухова ждет страшная новость: у Юльки подозрение на редкую необратимую смертельную болезнь, с которой ребёнок не доживет и до 4-х лет. До подтверждения диагноза он принимает решение держать всё в тайне от Полины… |
| 22 (46) | 11 апреля 2013 | Анализы Юльки непоказательны и требуется повторное обследование. Пастухов не находит себе места, но продолжает скрывать правду от Полины. В сердцах он делится с Брагиным, что не хочет тащить на себе безнадежно больного чужого ребёнка. Новые пациенты хирургии — жертвы нацистских разборок. Среди пострадавших «фашистов» оказывается Савва — брат Юли, девушки Салама. Едва взглянув на него, Салам понимает, почему Юля не хотела знакомить его со своей семьей. Сергей проникается симпатией к своей пациентке Ларисе. Профессиональной пианистке оторвало палец во время прогулки с собакой, и удачная операция — вопрос жизни и смерти для женщины… |
| 23 (47) | 12 апреля 2013 | Марина приходит к Хаеву и рассказывает о визите его жены в Склиф. К удивлению героини, её любовник вовсе не собирается оправдываться, а после первых резких слов Марины и вовсе бьет её по лицу и выставляет за дверь. В истерике Марина приезжает к Брагину. Она категорически просит не мстить за неё, справедливо опасаясь ответных действий со стороны Хаева. Эмоциональный разговор заканчивается сексом. Хромов рассказывает Косте, что его сын сидит за убийство. Перспективный и талантливый студент Меда, он попал в плохую компанию, связался с наркотиками и очень быстро скатился на дно. Брагин через знакомых пробивает адрес Хаева, приезжает к нему и без объяснений ломает чиновнику нос… |
| 24 (48) | 12 апреля 2013 | Эмма сообщает Брагину, что выходит замуж за любимого мужчину, от которого ждет ребёнка, и переезжает в Америку. Брагин в шоке, что не сможет видеться с дочерью, но дает согласие на её выезд, чтобы не ломать Эмме судьбу. Пастухов узнаёт, что страшный диагноз не подтвердился, и приступ у Юльки был вызван обычной аллергией. День рождения отмечают весело и с размахом. «Слабым звеном» оказывается Лена, которая никогда не пила… |

### Сезон 3
| № серии | Премьера       | Описание серии |
| ------- | -------------- | --- |
| 1 (49)  | 14 апреля 2014 | Брагин с Леной живут в браке. В их отношениях присутствует некоторое напряжение. После ухода Зименской на повышение в министерство в Склифе ждут нового главврача. Заведующий отделением Пастухов измучен административной работой — его место в операционной. В аэропорту Внуково разбился самолёт. Все врачи Склифа в срочном порядке вызваны на работу.. |
| 2 (50)  | 14 апреля 2014 | В Склифе продолжается борьба за жизнь тех, кто попал в авиакатастрофу. Весь персонал работает без сна и отдыха. Постепенно новость о назначении Марины Нарочинской главврачом становится известной и Лене, и Нине, и остальному персоналу клиники. Даша, с которой Сергей Куликов познакомился в Германии, влюблена в него и хочет быть с ним рядом. Сергей всячески противится их дальнейшим отношениям, считает своей ошибкой их близость — ведь Даша намного моложе его…                                                 |
| 3 (51)  | 14 апреля 2014 | Семейная жизнь с Брагиным Лене явно по душе — она с удовольствием занимается кухней, пытается решать квартирные проблемы. Её беспокоит лишь безразличие Брагина к семейным делам, она сомневается в том, что он любит её. Взаимоотношения в семье Пастухова осложняются присутствием Полининой мамы, которая проводит время с маленькой Юлей, пока её родители заняты на работе. Вечная занятость. Возникают проблемы и в личной жизни Салама: Савва, брат Юли, угрожает Саламу и требует, чтобы тот оставил его сестру…    |
| 4 (52)  | 15 апреля 2014 | Новый хирург Павлова, рекомендованная Зименской, шокирована авральным режимом работы Склифа. Создается впечатление, что она лишняя в этом дружном, сработанном коллективе. Новый день приносит новые человеческие проблемы, которые пытаются разрешить врачи. |
| 5 (53)  | 15 апреля 2014 | У Марины новый мужчина — бывший врач, а теперь успешный бизнесмен. Брагин и Пастухов делают операцию парню, парализованному из-за разрыва спинного мозга. Предлагая нестандартный вариант операции, Брагин берет на себя ответственность за её исход. Во время операции Марине становится плохо… |
| 6 (54)  | 15 апреля 2014 | Марина поручает Костику показать Павловой отделение. Ничего не подозревающая Полина ошарашена появлением начальника. Сергей Куликов со своей новой подругой Ольгой приходят в гости к Брагину с Леной. Брагин узнает, что у Сергея — рецидив болезни, и его состояние очень тяжелое. |
| 7 (55)  | 16 апреля 2014 | Брагин, Марина, Сергей и Хромов оперируют Салама. У него множественные серьёзные травмы — состояние крайне тяжелое. Юля ожидает исхода операции, она не может поверить в то, что это жестокое избиение — дело рук её любимого брата Саввы. Нейрохирург Шейман, Костик и Ян оперируют мужчину с переломом позвоночника: оптимистическим прогнозам Яна не суждено было сбыться… |
| 8 (56)  | 16 апреля 2014 | Брагин пытается найти деньги на операцию для своего парализованного пациента — возможно, его давняя знакомая Таня сумеет в этом помочь. Пока Пастухов в отпуске, Полина не находит себе места: желание сохранить семью борется в ней со злостью на инфантильного мужа. |
| 9 (57)  | 16 апреля 2014 | Брагин раздражен постоянным желанием Лены накормить его, и он уже не скрывает этого. Мама Лены подливает масла в огонь — говорит дочери, что Брагин под любым предлогом готов уйти из дома и без жены. Пастухов возвращается из отпуска с желанием наладить отношения с Полиной. Вскоре он понимает, что в его отсутствие Полина встречалась с другим мужчиной; да и сама Полина этого не отрицает, а в своё оправдание во всем обвиняет Пастухова. Пастухов понимает, что спасти их семью уже нельзя.                      |
| 10 (58) | 17 апреля 2014 | Павлова готовит приказ об увольнении Костика. Марина категорически не соглашается с Павловой и как главврач принимает другое решение. Павлову многое раздражает в поведении коллег и в работе отделения, зато она симпатизирует Брагину: считает его первоклассным врачом и приятным мужчиной. |
| 11 (59) | 17 апреля 2014 | Полина продолжает встречаться с Земцовым, но это вряд ли любовь. Лена изводит Брагина «квартирным вопросом» — он уже готов согласиться на любой предложенный Леной вариант. Возвращение сына Гриши меняет душевное состояние Хромова. И, хотя он не готов обсуждать с сослуживцами свои семейные проблемы, его отрешенность и потерянность красноречивее всяких слов. Врачебная ошибка, допущенная Хромовым во время операции и стоившая пациенту жизни, окончательно выводит его из равновесия.                            |
| 12 (60) | 21 апреля 2014 | Брагин, к своему удивлению, не сожалеет о сексе с Татьяной и о своем равнодушном отношении к Лене, — напротив, он бодр и счастлив. Павлова стремится руководить не только отделением, но и своей семьей. Она настойчиво пытается пристроить своего сына Артема ординатором в Склиф, хотя парня совсем не впечатляет перспектива такой сумасшедшей работы. Своего мужа, преподающего в институте, Павлова считает обычным, никому не интересным человеком. Она и представить не может, какой сюрприз готовит для неё супруг. |
| 13 (61) | 21 апреля 2014 | Хромов не находит общего языка с сыном Гришей, а вскоре с болью в сердце узнает, что тот опять подсел на наркотики. Время от времени Брагин встречается с Татьяной: у них легкие, ни к чему не обязывающие, устраивающие обоих отношения. Лена подозревает Брагина в измене, но тот всё отрицает. Марина, мечтающая о семье и о ребёнке, не видит поддержки со стороны Саши: ему нужна свобода и не нужны дети. После серьёзного разговора Марина понимает, что это конец их отношениям…                                    |
| 14 (62) | 22 апреля 2014 | По настоянию Нины Неклюдов идет на консультацию к врачу-психиатру Татьяне. Подозревая Брагина в измене, Лена начинает просматривать его смс и звонки на сотовом телефоне: но увиденное не успокаивает её… Тем временем, в отделении обнаружен пропажа наркотического средства. Марина требует от Павловой усилить контроль за отпуском препарата. Павлова решает обратиться к Артему, чтобы тот выследил вора… |
| 15 (63) | 22 апреля 2014 | Павлова сообщает Марине о своих подозрениях: по её мнению, в недостаче наркотического препарата виноват Костик. Марина обещает разобраться. Земцов предлагает Полине с дочкой переехать к нему. Полина не спешит с ответом — она узнает, что у того трое детей от разных мам. |
| 16 (64) | 23 апреля 2014 | Брагин едет домой с поминок отца, который проживал в другом городе и не общался с сыном. На обратной дороге он попадает в страшное ДТП. Среди коллег Брагина растет обеспокоенность его исчезновением. Лена в истерике: сначала она набрасывается на Марину и обвиняет её в связи с Брагиным, затем звонит Татьяне, надеясь найти Брагина у неё. |
| 17 (65) | 23 апреля 2014 | Лена и Сергей Куликов едут в провинциальный Зарецк к Брагину. Марина, переживающая за Брагина, не может справиться с собой и в истерике рыдает на плече у Нины — она любит Олега и боится его потерять. Костик пишет заявление об увольнении из Склифа — якобы по семейным обстоятельствам. Хромов в недоумении из-за такого решения. Вскоре Хромов узнает, что Костик покрывает его, признавшись Марине в краже наркотиков, и в этом — причина его ухода.                                                                  |
| 18 (66) | 24 апреля 2014 | Брагин лежит в больнице в Зарецке, его состояние значительно лучше. Лена находится рядом, ухаживает за мужем и помогает местному хирургу Жулину — ассистирует при операциях. Окружающие люди — медперсонал, пациенты — симпатизируют Лене, но видят, что Брагин не любит её. Из-за болезни матери Лена вынуждена уехать в Москву, а вскоре в Зарецк приезжает Марина — забрать больного Брагина из больницы. Пребывая долгое время в тревоге за любимого, Марина застает его в объятиях местной медсестры.                  |
| 19 (67) | 24 апреля 2014 | Полина решает начать новую жизнь и переезжает к Земцову. Его маниакальный порядок и в работе, и в быту поражает её. За время отсутствия Брагина в отделении произошли перемены. Теперь, после ухода мужа, Павлова отдает работе всю свою неуемную энергию, доставляя коллегам массу неожиданных проблем. |
| 20 (68) | 28 апреля 2014 | Куликов ищет способы помочь Ольге, которая задержана полицией после проверки деятельности её фирмы. Хромов, безмерно переживая за сына, попавшего в Склиф с передозировкой, старается облегчить его страдания от наркотической ломки. Брагин никак не может определиться со своей личной жизнью — Лена, Марина, а тут ещё и Павлова с предоставленным ночлегом… |
| 21 (69) | 28 апреля 2014 | Ситуация, сложившаяся вокруг арестованной Ольги, очень серьёзна. Следствие в сговоре с директором фирмы, явно виновным в финансовых аферах, но переводящим стрелки на неё. Попытки Сергея как-то помочь Ольге заканчиваются избиением и угрозами. Теперь вся его надежда только на адвоката Слуцкого — бывшего пациента Брагина, которому тот спас жизнь. |
| 22 (70) | 28 апреля 2014 | Ольгу освобождают из заключения. Она в истерике от увиденного и пережитого за последние недели. Сергей всячески поддерживает любимую женщину и решает взять отпуск — вместе уехать и забыться. Чтобы узаконить отношения, он дарит ей обручальное кольцо. Хромов в жутком состоянии. Потеряв смысл жизни после смерти сына, он начинает запивать свое горе алкоголем. Павлова не находит ничего другого, как отстранить Хромова от операций и пригрозить увольнением со скандалом.                                          |
| 23 (71) | 29 апреля 2014 | В отделении Нарочинской работает комиссия: выясняют обстоятельства смерти пациента, родственники которого подали жалобу на врачей Склифа. У Павловой свое мнение о том, кто виноват, и покрывать она никого не собирается. Постепенно складывается картина, что в той или иной степени в смерти пациента виноваты многие. Марина вынуждена кем-то жертвовать, кого-то сделать крайним. И она принимает решение |
| 24 (72) | 29 апреля 2014 | Павлова, Брагин и Костик едут на автобусе в Истру — на тренинг по экстренной хирургии. В пути автобус останавливает вооруженный мужчина — все пассажиры оказываются в заложниках. Лена и Брагин официально разводятся. Лена понимает, что она должна начать жить заново — как будто Брагина не было вообще. Спокойная домашняя жизнь явно не вдохновляет Марину и Брагина — только работа спасает их отношения. Неожиданно в доме Марины появляется Вероника — взрослая дочь Брагина.                                       |

### Сезон 4
| № серии | Премьера       | Описание серии |
| ------- | -------------- | --- |
| 1 (73)  | 6 апреля 2015  | Брагин живёт с Мариной в её квартире, но главное в их отношениях — совместная любимая работа. Выходные, проведенные вместе дома, их тяготят. Неожиданно перед Брагиным предстает Вероника — его незаконнорожденная дочь-подросток, о которой ему ничего не известно. Простая, незамысловатая и активная девушка, Вероника врывается в стремительную жизнь Брагина. А врачи Склифа снова борются за жизни пациентов. В торговом центре Подмосковья — обрушение крыши: сотни жертв, сотни зависящих от врачей судеб… |
| 2 (74)  | 6 апреля 2015  | Вероника целый день бесцеремонно шляется в Склифе, с интересом рассматривает пациентов, общается с персоналом, снимает на телефон травмированных людей. Её не выгоняют — ведь она дочь Брагина. Бригаду скорой помощи — Брагина, Неклюдова и Салама — срочно направляют к месту новой аварии. Пострадавшие из-за обрушения грунта муж и жена находятся под землей, в провале; нога женщины придавлена провалившимся туда же автомобилем. Извлечь их силами МЧС не удается. Женщине нужно срочно ампутировать ногу, но добраться до неё очень непросто. Вопреки запретам службы МЧС Брагину удается спуститься под землю: он спасает пострадавших и… попадает на телеэкраны как герой дня… |
| 3 (75)  | 7 апреля 2015  | Несмотря на старания Марины не афишировать свои отношения с Брагиным, об их совместной жизни постепенно узнают коллеги. Вероника, новоявленная дочь Брагина, охотно устраивается жить рядом с папашей — в Марининой квартире. Не желая конфликтовать с Брагиным, Марина вынуждена терпеть нежданную гостью, а девочка, ко всему прочему, оказывается беременной. Хромов и мама Костика женятся, и у них начинается новая, счастливая жизнь. В Склиф привозят молодую женщину, пытавшуюся покончить жизнь самоубийством после страшной трагедии, которую ей пришлось пережить. Вместе с ней доставляют и её спасителя… |
| 4 (76)  | 7 апреля 2015  | В отделении появляется Лада, новая медсестра. Сергей Куликов сразу привлекает её внимание. Павлова решает, что необходимо повышать профессиональный уровень врачей отделения; для этого она планирует проводить периодические научные конференции. Салама назначают ответственным за научную работу. Далеко не всех вдохновляет энтузиазм Павловой. Первый же научно-практический семинар Брагин превращает в фарс. Пожилая женщина, травмированная швейными иголками, попадает в руки Брагина. Вопреки её согласию, Брагин проводит операцию по удалению иглы из сердца… У Куликова — пострадавший при падении с пятого этажа мужчина. Но от судьбы не уйти. |
| 5 (77)  | 8 апреля 2015  | Зимина повторно оперируют после второго падения. Лада хитростью снимает с Куликова вину за недосмотр и объясняет падение неисправностью фиксирующих ремней. Выясняется, что Зимин — вовсе не алкоголик, а безутешный муж, недавно потерявший в катастрофе любимую. Благодаря Павловой Ольгу берут главным бухгалтером в Склиф — на испытательный срок. Для Куликова очень нелегко быть должником Павловой. Костик ведет вольный образ жизни. К нему в квартиру собирается переехать бабушка. Костик недоволен. Он видит в этом попытку контролировать его и происки Хромова. В Склифе появляется бывший однокурсник Брагина, а ныне — бизнесмен в сфере медицины Кочергин. Брагин презрительно относится к его попыткам продать новый препарат «тромбостаз» и иронизирует по поводу ухода Кочергина из хирургии. Марина пытается заботиться о здоровье безалаберной дочери Брагина и сообщает о беременности её матери… |
| 6 (78)  | 8 апреля 2015  | Павлова намерена сотрудничать с Кочергиным и утверждает лечение больных «тромбостазом». Ответственный за научную работу Салам поначалу воспринимает внедрение нового препарата с энтузиазмом — юноша уверен, что всё во благо, и не замечает финансовой подоплеки мероприятия. Павлова выясняет, что разногласия Кочергина с Брагиным лежат не в области медицины — много лет назад Брагин отбил у Кочергина жену. Костик допускает серьёзную ошибку и травмирует тяжелого пациента. У матери Неклюдова подозрение на онкологию. Нина приводит её на осмотр в Склиф и оставляет на попечение Брагина… |
| 7 (79)  | 9 апреля 2015  | Полина узнаёт об увольнении Земцова с должности и возбуждении уголовного дела о хищении казенных денег. Реакция Земцова ввергает Полину в ужас: он, не долго думая, расстаётся с ней и уезжает в Лондон. В квартиру Костика переезжает его бабушка. Костя крайне недоволен, но он ещё не знает, какие сюрпризы уготовила ему предприимчивая женщина. В Склиф поступает парень с оторванной рукой Максим. Врачи поражены его историей: за шумные посиделки у подъезда один из жильцов кинул в него гранатой. Салам и Сергей пришивают руку, но позже выясняется, что их старания напрасны. Полина ошарашена предательством. Она кается в своих ошибках и возвращается к Пастухову… |
| 8 (80)  | 9 апреля 2015  | Комиссия из Минздрава находит нестыковки в документах на покупку оборудования, и вина за ошибку ложится на Марину Нарочинскую. Ольга с подозрением замечает, что из огромного вороха бумаг аудиторы сразу же остановились на конкретной папке, будто кто-то навёл их специально. Новая пациентка Леся попадает в Склиф с тяжелыми травмами после ДТП. Сергей Куликов пытается выяснить обстоятельства аварии, но девушка жалуется на потерю памяти… |
| 9 (81)  | 13 апреля 2015 | Марина в ярости от происков Павловой и готовит план мести, но Брагину не по душе её воинственное настроение. В жизни Костика творятся странные вещи: он получает море сообщений от девушек, желающих познакомиться с ним. Визит таинственной незнакомки в Склиф проясняет ситуацию: виной всему его предприимчивая бабушка. У Салама пожилой пациент с тяжелым кровотечением и подозрением на опухоль. Он озабочен не столько своим здоровьем, сколько попытками скрыть правду от молодой жены… |
| 10 (82) | 13 апреля 2015 | Отец Ольги попадает в Склиф с инфарктом. Брагин и Куликов настаивают на срочной операции, но пациент не может решиться. В итоге операцию откладывают и, под давлением Павловой, сажают больного на сомнительный «тромбостаз». На операционный стол к Хромову попадает грабитель Цыпин. Во время захвата «Омоном» бандит не успел скрыться с места преступления и попал под пули. Цыпин торопится дать показания и пытается выгородить младшего брата, но обман раскрывается. У Костика необычный пациент с редким, нетипичным заболеванием. Молодой врач в восторге от такой ценной практики. Сам же пациент уверяет, что причина его бед — фатальный месяц октябрь. Дочь Брагина оказывается в Склифе с болями в животе и подозрением на аппендицит… |
| 11 (83) | 14 апреля 2015 | Салама беспокоит плохая статистика применения «тромбостаза» в других больницах. Он начинает собственное расследование, чтобы выяснить, насколько полезен препарат на самом деле. Марина напряжена до предела — после смещения с должности всё вокруг кажется ей унизительным, а душевной поддержки от Брагина она не получает. Пастуховы уезжают в Геленджик. Мать Полины разыгрывает настоящую драму покинутой всеми родственницы. Отец Ольги, пролежав несколько дней в отделении, даёт согласие на операцию… |
| 12 (84) | 14 апреля 2015 | Мать Вероники Шурка бесцеремонно обосновалась в квартире Марины и чувствует себя как дома. Это обостряет и без того напряженные отношения Марины и Брагина. Постоянные ссоры вымотали обоих, и, кажется, выхода из этого замкнутого круга нет.. По дороге на работу Брагин и Нарочинская становятся свидетелями суицида девочки-подростка. Салам и Костик приходят на корпоративное застолье, организованное Кочергиным. Салам, перебрав алкоголя, собирается высказать всё, что думает о «тромбостазе», но неожиданно Кочергину становится плохо… |
| 13 (85) | 15 апреля 2015 | В Склифе царит небывалая напряженность: идет сокращение кадров. Павлова готовит увольнение Костика, но неожиданно под сокращение попадает Хромов. Также на повестке дня — назначение нового главврача. Павлову ожидает неприятный сюрприз: её оставляют замом, а на роль главного приходит хирург-кардиолог Покровский. В отделение с тяжелыми травмами попадает девушка Нюта, сбитая электричкой. Последней пациенткой Хромова в Склифе становится его бывшая жена Алла… |
| 14 (86) | 15 апреля 2015 | Наутро после кутежа Павлова оказывается в весьма неловком положении: просыпается в квартире Брагина, не помня даже окончания вчерашнего вечера. Олег с Мариной деликатно молчат о пикантности ситуации и провожают Павлову на работу. Куликова ждет не меньший сюрприз: он просыпается в Склифе в объятиях Лады. В отделение привозят буйного пациента в тяжелейшем состоянии: на распродаже в мебельном магазине несчастного придавило шкафом… |
| 15 (87) | 16 апреля 2015 | 31 декабря. Праздничная ночь преподносит немало сюрпризов, вносит изменения в мирные планы героев и неведомым образом сводит их вместе — в Склифе.. Брагин с Мариной готовятся встретить Новый год дома вдвоём, но идиллию нарушают неожиданно нагрянувшие Вероника и Шурка. В свойственной им манере гости преподносят неожиданные сюрпризы, и ещё до боя курантов Брагин с Мариной вынуждены ехать в Склиф и спасать нерадивую Шурку. Павлову тоже ждет неожиданная встреча: она застаёт у себя в квартире за праздничным столом бывшего мужа в сильном подпитии. В ярости Павлова уходит из дома. Но по пути она видит, как незнакомого парня травмирует петардой, и вынуждена везти «пиротехника-недоучку» в Склиф… |
| 16 (88) | 16 апреля 2015 | Марине предстоит операция по удалению опухоли. Перед лицом опасности героиня меняется до неузнаваемости — «от образа стойкого оловянного солдатика» не остаётся и следа. Томимая страхами и дурными предчувствиями, Марина скрывает всё от Брагина, а он тем временем уверен, что от него скрывают радостное событие — беременность. Сергей окончательно вязнет в противоречиях своей личной жизни. Новая пациентка Склифа — молодая воспитательница детского сада с тяжелыми ножевыми ранениями. Полиция привозит в отделение и нападавшего… |
| 17 (89) | 20 апреля 2015 | В Склиф привозят пострадавших при взрыве склада боеприпасов. Трагедия оказывается вовсе не случайной и вскрывает мрачные тайны рядовой военной части. Также в отделении появляется иностранец с непонятной лихорадкой. Нина проводит немало времени, утешая пациента в ожидании врача. Но после осмотра больного Нина узнаёт пугающие вести — у пациента подозрение на страшную заразную инфекцию. Операция Марины откладывается из-за навалившейся на врачей работы. О тайне Марины быстро становится известно почти всем — кроме Брагина. Отношения Костика и Саши сильно тяготят девушку. Она пытается наладить контакт, но её попытки тщетны… |
| 18 (90) | 20 апреля 2015 | Отделение закрывают на карантин в связи с подозрением на страшный вирус Эбола у пациента. До закрытия в Склиф успевают доставить опасного пациента: убийца-рецидивист, находящийся под следствием, наглотался гвоздей. Настоящая драма разыгрывается во время операции Марины Нарочинской. Пациент «с гвоздями» врывается в палату и, угрожая ножом, требует, чтобы Саша вывела его из Склифа. Брагин, узнав об операции Марины, мчится в Склиф. Он в ярости, что от него скрыли то, о чём он должен был узнать первым… |
| 19 (91) | 21 апреля 2015 | В Москву возвращается Неклюдов и просит Нину приютить его на время у себя. Возникшая, было, надежда Нины не оправдывается — муж приехал вовсе не с раскаянием. Тем временем в отделении появляется Федорыч. Он шокирует Нину неожиданным предложением руки и сердца. В Склифе новый пациент со своей удивительной историей. После расставания с любимой мужчина годами не выходил из дома и необратимо разрушил себя. Другой пострадавший — рабочий на стройке, чуть не погибший из-за несоблюдения мер безопасности. Салам, набравшись храбрости, приглашает Сашу в ресторан. Но его ухаживания приходятся не ко двору… |
| 20 (92) | 21 апреля 2015 | Брагин повторно и на этот раз торжественно предлагает Марине связать с ним судьбу. Согласие скрепляется клятвой на чужом рентгеновском снимке — балагурство и тут не покидает героя. Отношения Саши и Костика стремительно развиваются. Однако, у Костика неожиданно появляется соперник — его друг Салам. Павлова измучена до предела. Она вынуждена ночевать в отделении, в то время как муж обосновался у неё квартире… |
| 21 (93) | 22 апреля 2015 | Экспертиза Цветковой выявляет ударную дозу инсулина в крови погибшей. Становится очевидно, что кто-то помог пациентке умереть, и Павлова начинает собственное расследование. Под подозрение попадает и Брагин, и медсестры, но результаты оказываются поистине шокирующими… У Нины неожиданно возникают осложнения, и Неклюдов привозит её в Склиф. Саше и Марине предстоит совершить настоящее чудо, чтобы спасти Нину и ребёнка. Павловой представляется случай уволить Ладу, и медсестра вынуждена распрощаться с работой. Теперь Куликов может беспрепятственно остаться в Склифе… |
| 22 (94) | 22 апреля 2015 | Лада хитростью и уловками пытается сохранить отношения с Куликовым. Но её старания напрасны — Сергей тверд в намерении вернуть жену. Брагин с Покровским оперируют знаменитого врача — профессора Звягинцева. Неожиданно Покровский сам падает с сердечным приступом. Костик и Салам оперируют актрису, которую до полусмерти изодрала собака. Совместная работа вскрывает давно назревавший конфликт между друзьями. В Склифе появляется муж Лады, и его разговор с Куликовым быстро переходит в драку… |
| 23 (95) | 23 апреля 2015 | Пациент Баранов, самовольно покинувший Склиф, умирает на операционном столе. Куликов в отчаянии — ещё днем больного можно было спасти. Брагин раздумывает над заманчивым предложением работать в частной клинике и, кажется, впервые он склонен согласиться покинуть Склиф. Куликов возвращается жить к Ольге. Их отношения пока далеки от идиллии, но после совершенной ошибки Куликов понимает, насколько дорога для него семья… |
| 24 (96) | 23 апреля 2015 | Куликова судят за неоказание помощи больному Баранову. Заявление пациента об отказе от госпитализации таинственным образом исчезает, а жена пострадавшего отомстить врачам за смерть мужа. Хромов отправляется в Питер на новую работу. Неожиданно мама Костика отказывается ехать с ним — она не может оставить бабушку жить в одиночестве, если Костик переедет к Саше. Но тут находится «Соломоново решение»… |

### Сезон 5 («Реанимация»)
| № серии  | Премьера       | Описание серии |
| -------- | -------------- | --- |
| 1 (97)   | 16 января 2017 | После взрыва в операционной Брагин впадает в кому. Марина неотступно дежурит у его постели. В Склиф привозят пострадавших при аварии. Зарвавшийся мажор в подпитии сбивает людей на автобусной остановке. Отец парня по-хамски «строит» персонал отделения, но неожиданный поворот меняет его поведение… Павлова с Куликовым расходятся во мнении на лечение пациента, потерявшего ногу. Куликову удается настоять на сохранении стопы, но решение оказывается неверным. Когда Брагин выходит из комы, Марина обвиняет его в эгоизме по отношению к ней. Брак дает трещину… |
| 2 (98)   | 16 января 2017 | Салам привозит в Склиф пациентку с переломом позвоночника. Женщина кажется резкой, но оказывается человеком широкой души — сиделкой в доме престарелых. Павлова предлагает Брагину стать её заместителем. Молодой рабочий пострадал на стройке. Его спасают, но парня ждут испытания. В состоянии аффекта он пытается покончить с собой. |
| 3 (99)   | 17 января 2017 | Брагин выходит на работу в должности заместителя Павловой. У Куликова пациент со сложным характером. Санитарки нечаянно роняют его с каталки и сильно травмируют. Павловой и Брагину придется проявить чудеса дипломатии, чтобы избежать суда. Никита — сын Куликова — узнает, что Ольга беременна, и эта новость не радует его. В Склифе многие осуждают Нарочинскую за разрыв с Брагиным. Сама же Марина чувствует, что Брагин странно себя ведет и что-то задумал. Между Костиком и Сашей происходит ссора на бытовой почве. В Склифе появляется молодая женщина на сносях, которая на поверку оказывается вовсе не беременной. Костику предстоит поставить ей диагноз… |
| 4 (100)  | 17 января 2017 | В Склифе появляется новый санитар Дмитрий. Медсестра Фаина делится с Павловой своими смутными подозрениями, что его стоит опасаться. Марина становится косвенной виновницей ДТП. В аварии сложную травму получает девушка, наносившая на ходу макияж — карандаш втыкается ей в глаз… Пациентка Саши Покровской — молодая мама с перитонитом. Причина кроется в измене мужа. Отношения Саши с Костиком обостряются, когда девушка признается, что не хочет детей. Шура пишет завещание. Его содержание не известно никому. |
| 5 (101)  | 18 января 2017 | В Склифе — массовая травма. Пьяные подростки на мотобайках вылетают на берег и врезаются в людей на пляже. Брагин вовсю оперирует, но его беспокоят странные симптомы… Саша Покровская рассказывает Костику о трагедии, после которой она не хочет иметь детей. Салам оперирует девушку-модель с травмами лица. У Костика на столе погибает пожилой пациент, а его внука заботливая Нина берет под крыло до прибытия родителей. Павлова застает мужа в предынфарктном состоянии… |
| 6 (102)  | 18 января 2017 | Брагин стремительно теряет зрение, ему срочно нужна операция. Шура умирает. В Склифе пациентка с попыткой суицида. Она протестует против женитьбы своего отца. Ольга делает скрининг плода. Результаты неутешительны. Новая пациентка поступает в Склиф с пневмотораксом. Причина болезни — ошибка врача-шарлатана, который повредил женщине легкое. Никита отлынивает от вступительного экзамена в медицинский. Он не хочет быть врачом и просит у отца дать ему время на раздумья. |
| 7 (103)  | 19 января 2017 | Костик находит завещание Шуры. Она завещает свою квартиру двоим- Костику и Саламу. В Склифе сложный пациент. Он спрыгнул с моста ради любимой девушки и теперь ему грозит полная неподвижность. Около дома Брагина женщина прижала мужа машиной к кирпичной стене, и у него серьёзно повреждены внутренние органы. Брагин привозит пострадавшего в Склиф и делает операцию. Он чувствует, что скоро совсем ослепнет. Он признается Павловой, что у него отслоение сетчатки и необходима срочная операция. Павлова сообщает об этом Марине. Полицейские подозревают жену прижатого машиной пациента в умышленном нанесении увечья мужу. Марина обеспокоена здоровьем Брагина и мирится с ним. Костик приглашает Салама домой, чтобы обсудить завещание.                                                                            |
| 8 (104)  | 19 января 2017 | Брагину сделали операцию сразу на обоих глазах. Операция прошла хорошо. В Склиф привезли пострадавшую в аварии семью: дочь-скрипачку, отца-профессора музыки и мать. У девочки серьёзные повреждения матки. Саша Покровская делает ей операцию, сохранив детородную функцию, но известие о гибели отца вызывает шок, падение и повторную операцию, в которой она потеряла возможность иметь детей. Оля, ждущая ребёнка от Куликова, пытается выяснить, не было ли в её роду больных от рождения детей. В Склиф поступает женщина-водитель троллейбуса с травмой от удара током, многодетная мать. Костику, наконец, удается поговорить с Саламом. Тот сообщил, что отказался от завещания, так как ему чужого не надо. Непогода на улице вызывает проблемы с электричеством. Пришедший помочь Павловой санитар Дмитрий целует её. |
| 9 (105)  | 23 января 2017 | В Склиф привозят раненого Салама. Доктора пытаются спасти его, но травмы несовместимы с жизнью. Костик не может себе простить, что подозревал Салама в корысти. В Склиф привозят пациентку без сознания от передозировки наркотиков. Выясняется, что она перевозила наркотики в желудке, чтобы заработать денег на лечение сына. Ольга едет в Брянск, чтобы узнать о больном ребёнке отца от второго брака. Ей удается выяснить, в чём проблема. Санитар Дмитрий продолжает ухаживать за Павловой. |
| 10 (106) | 23 января 2017 | Ольга сообщает Куликову, что у её отца был сын с синдромом Дауна. Она проходит обследование, где подтверждается, что её ребёнок имеет тяжелые отклонения и не сможет жить самостоятельно. Саша убеждает Ольгу сделать аборт по медицинским показаниям. Павлова преображается и расцветает в новых отношениях. В приемный покой поступает женщина с потерей памяти. Она ведет себя неадекватно, помнит только, что была надзирательницей на зоне. Что же произошло со скромной учительницей? |
| 11 (107) | 24 января 2017 | Нина разрывается между ребёнком и работой. Неожиданно в её доме появляется мать Неклюдова и берет на себя заботу о малыше. Ольга тяжело переживает потерю ребёнка. Куликову никак не удается вывести её из депрессии. Но Фаина находит подход к Ольге, и её методы явно не по душе Куликову. В Склиф поступают тяжело раненные байкер и его подруга. Мужчина погибает на операционном столе и последним прикоснувшимся к нему оказывается Брагин, которому запрещено оперировать. Жена погибшего грозит засудить виновных… |
| 12 (108) | 24 января 2017 | У Хромова на операции снова гибнет пациент. А жена умершего Шанцева продолжает свое разбирательство. Хромову становится плохо, и Брагин берет на себя ответственность за операцию. Его признание не сулит ходу дела ничего хорошего. Ольга с подачи Фаины все больше уходит в религию. Куликов озабочен поведением жены, но стойко терпит перемены. Павлова счастлива бурно развивающемуся роману с Дмитрием. Но он, кажется, уделяет слишком много внимания Нине… |
| 13 (109) | 25 января 2017 | Положение Брагина усугубляется. Шанцева требует непомерную сумму, коллеги осуждают, грядет суд. Только Марина остается рядом с Брагиным. Терпение Куликова заканчивается, и он уходит в отрыв… Дмитрий завязывает отношения с Ниной и бросает Павлову. В Склифе оперируют фаната кино — реквизитора, упавшего с высоты. Тяжелая операция приводит к потере слуха. |
| 14 (110) | 25 января 2017 | Брагин уволен, суд грозит поставить точку на его карьере врача. Помощь приходит с неожиданной стороны… Куликов оперирует студента мединститута после неудачной попытки собственными силами вырезать аппендикс. Во время операции Куликов случайно травмирует медсестру Таню, а вскоре выясняется, что у парня ВИЧ. Другая пациентка — девушка с психическим расстройством. Она горстями ест иголки и скрепки и не хочет лечиться… |
| 15 (111) | 26 января 2017 | Костик отдает Шанцевой деньги и «выкупает» Брагина. В Склифе пострадавшие при ДТП — священник на дорогой машине сбил женщину на пешеходном переходе. После неудачного наркоза батюшка переосмысливает свою жизнь… Оля узнает, что у неё есть шанс забеременеть с помощью ЭКО. Но теперь она воцерковленный человек, и ей предстоит разобраться, не нарушает ли она волю Бога. Брагин и Марина предлагают Шанцевой оперировать её в Склифе. Костик делает Саше предложение, но она не торопится дать свой ответ. |
| 16 (112) | 26 января 2017 | Павлова увольняет Нину. В депрессивном состоянии Нина хочет забрать с дачи ребёнка, но узнает, что вернулся Женя и Нина там не у дел. Брагин работает фельдшером «Скорой помощи». Очередной вызов приходит со знакомого адреса — ему предстоит спасти Нину, которая пыталась покончить с собой. Шанцеву готовят к сложнейшей операции, разработанной Брагиным. Гарантий не дает никто… |

### Сезон 6
| № серии  | Премьера       | Описание серии |
| -------- | -------------- | --- |
| 1 (113)  | 22 января 2018 | Хромов и Куликов пытаются спасти Нину. Коллеги Брагина по скорой помощи решают не фиксировать попытку суицида. Аскеров во всем, что случилось с Ниной, обвиняет Павлову. Марина и Шейнман проводят операцию по удалению опухоли головного мозга у Шанцевой. На операции присутствуют журналист и оператор. Бригаду Брагина вызывают на сердечный приступ. Пациентка оказывается однокурсницей Брагина, которой он уже однажды спас жизнь |
| 2 (114)  | 22 января 2018 | Неклюдов всю ночь провел в палате Нины. Хромов сообщает ему, что пора прерывать медикаментозную кому, чтобы проверить состояние Нины. К Нине приходит Аскеров. Пока она спит, между ним и Неклюдовым происходит разговор. Аскеров не скрывает своего отношения к Нине, Неклюдов требует, чтобы больше Аскеров не приходил без разрешения самой Нины. Саша хочет уговорить Костю повременить и пока не сообщать в полицию о Кирилле. В глубине души Саша надеется, что Кирилл не выживет. Брагин приезжает на вызов. Его встречает Валерий, опекун Анны Ивановны Светловой. Именно он вызвал скорую к своей подопечной. Брагин обнаруживает, что некоторые лекарства, которые Валерий дает Светловой, просрочены. Все выглядит довольно подозрительно, не исключено, что Валерий хочет свести старушку в могилу в погоне за квартирой. К тому же выясняется, что Валерий — врач-нарколог.                      |
| 3 (115)  | 23 января 2018 | Марина хочет поговорить с Брагиным, но не решается. Вместо этого она решает обратиться к Саше за помощью и советом. Хромов видит, что с Костей что-то происходит, на все расспросы Костя отмалчивается. Костя и Саша обсуждают состояние Кирилла. Костя просит Сашу подробно рассказать о событиях того дня. Внезапно Костя вспоминает, что на столе, когда он пришел, стояли цветы. Костя подозревает, что Саша говорит ему неправду, потому что вразумительного ответа по поводу цветов Саша дать не может. Неклюдов пытается научиться обращаться с собственным сыном. Шейнман рассказывает Марине, что ему предложили работать в Бурденко. Шейнман намерен согласиться, он предлагает Марине занять его место в Склифе. |
| 4 (116)  | 23 января 2018 | Брагин на вызове — подросток застрял в лифте. Дело осложняется тем, что у мальчика клаустрофобия и больное сердце. Аварийка в пути, возле лифта мечутся мать мальчика и соседка. Брагин решает не дожидаться аварийку. Жена Аскерова закатывает скандал. В разгар разборок появляется Павлова. Костя осматривает Кирилла. Понимает, что Кирилл узнал его и все помнит. Неклюдов забирает Нину из больницы. Саша рассказывает Кириллу о явке с повинной. |
| 5 (117)  | 24 января 2018 | В Москву из Израиля приезжает хирург Геннадий Кривицкий — давний знакомый Павловой. Костя в СИЗО. Брагин нашел адвоката, коллеги подписали коллективное письмо, но это не помогло. Саша готова взять вину на себя, если бы с это кто-то поверил. Саша подписывает протокол. Если Кирилл не откажется от показаний, Косте светит более десяти лет. Хромов не рассчитывает на оправдательный приговор, несмотря на все старания адвоката и коллег. Марина осваивается в новой должности. Ей предстоит оперировать Кирилла. Марина пытается попросить Кирилла не ломать Косте жизнь, но Кирилл иначе смотрит на эту ситуацию. |
| 6 (118)  | 24 января 2018 | После непростого разговора с Сашей, Хромов решает дать ей возможность увидеться с Костей. За завтраком Кривицкий рассказывает Павловой о своей жизни в Израиле и вкратце — о конфликте с отцом. Павлова прямо уточняет, как долго Кривицкий собирается оставаться у неё. Кривицкий сообщает Павловой, что вернулся в Россию навсегда. Павлова удивлена — он известный челюстно-лицевой хирург, в Израиле у него своя клиника. Ольга обсуждает с матерью свой предстоящий отъезд в Америку на похороны дальнего родственника. В Вашингтоне живёт брат Ольги Егор, и мать уговаривает Ольгу полететь на эти похороны, чтобы заодно увидеться с братом. Марина навещает нового пациента. Игорь Янин — подозрение на доброкачественную опухоль мозга. Игорь — знакомый главного врача, бизнесмен. Марина изучает снимки Игоря, собирается делать биопсию. Марина хочет посоветоваться с Брагиным, но он уже ушел. |
| 7 (119)  | 25 января 2018 | Никонов допрашивает Костю. Костя измотан, равнодушен и безучастен, он готов на все, чтобы освободиться. Вечером Хромов заходит к Кириллу в палату и обнаруживает там испуганную Сашу. Брагин заезжает за Мариной, она показывает ему снимки Янина. Брагин, однако, прерывает все разговоры о работе и прямо спрашивает Марину, о чём она ему все это время пытается рассказать. Павлова и Кривицкий ужинают дома, понемногу рассказывают о себе, они не виделись 30 лет. Павлова припоминает старые обиды, разговор не клеится. Ольга сообщает Сергею, что летит в Америку на похороны дальнего родственника. Кроме того, она хочет уволиться с работы, чтобы искать новую. Куликов растерян, но выражает готовность поддержать Ольгу в её решении. |
| 8 (120)  | 25 января 2018 | Саша и Хромов встречаются со следователем. Получив пакет с деньгами, Никонов сообщает, что дело Кости закрыто за отсутствием состава преступления. Через пару дней Костю освободят. Саша говорит Хромову, что ей, наверное, лучше уволиться. Отдохнувшая Нина возвращается на работу. На похоронах Кирилла его мать просит Сашу уйти, а сомнительные мужики криминального вида интересуются, кто будет выплачивать долги покойного. Тем временем их бригаду снова вызывают по адресу Светловой, но не к ней, а к Валере. Подозревают инфаркт. Валерий в свою очередь подозревает Брагина в намерении изолировать его от Светловой и отчаянно сопротивляется госпитализации. |
| 9 (121)  | 29 января 2018 | Брагин просит у Павловой разрешения помочь коллегам. Павлова согласна, но только при условии, что после этого Брагин уйдет со скорой и вернется на работу в Склиф. Начинают привозить пострадавших, приемное отделение переполнено. Кривицкий неожиданно вызывается помочь Нине. Саша и Костя вместе готовятся к операции. Десятилетняя дочь тяжело раненой женщины рассказывает Нине, что какой-то мужчина оставил в вагоне сумку незадолго до взрыва. Кривицкий пытается узнать у полицейских, был ли в вагоне террорист-смертник, и если да, может ли он сейчас находиться среди пострадавших. Таня видит среди пострадавших Антона, ему нужна операция, но по дороге в операционную Антон успевает сообщить Тане страшную новость. |
| 10 (122) | 29 января 2018 | В благодарность за спасение Игорь Янин достает для Марины билет в Большой театр. Брагин считает, что Марине пора обнародовать свое интересное положение. Ольга сообщает Куликову, что задержится в Америке по семейным делам. В первый рабочий день Брагину достается сложный пациент — вор-рецидивист в сопровождении надзирателей. Хромов оперирует мужчину, в которого случайно выстрелил из ружья сын-подросток. Однако есть подозрения, что мальчик знал, что ружье заряжено. В Москву по протекции Куликова приезжает его давняя знакомая, Павлова пригласила её на должность анестезиолога. Отношения Куликова с Анной Ханиной не похожи на просто дружеские. |
| 11 (123) | 30 января 2018 | Павлова обеспокоена состоянием Кривицкого и настаивает, чтобы он продолжал жить у неё. Кривицкий признается, что у него серьёзные проблемы с сердцем, поможет только трансплантация. Ханина с дочерью временно селится у Куликова — до приезда Ольги. Пытается выяснить, как будут развиваться их отношения с Куликовым. Кривицкий консультируется со знакомым кардиологом. Основной вопрос сейчас — поиск донора и продвижение в очереди на трансплантацию. Марина узнает пол будущего ребёнка, сообщает Брагину. Павлова встречается с чиновником из Минздрава, готовым за большие деньги помочь обойти очередь на трансплантацию. По дороге домой Брагин оказывается возле старого дома, в подъезде которого обвалилась лестница. Есть пострадавший, Брагин спешит на помощь, с ужасом понимает, что знает этого человека.                                                                                 |
| 12 (124) | 30 января 2018 | Брагин, Марина и Хромов оперируют парня, пострадавшего при обрушении лестницы. Состояние крайне тяжелое. Кривицкий расспрашивает Павлову о ходе операции, Павлова понимает, что у Кривицкого свой интерес — ему нужен донор. Павлова даже думать о таком не может. Прежде, чем уйти, Павлова дожидается выхода Брагина с операции, чтобы убедиться, что все в относительном порядке. На следующий день Ханина и Кристина собирают вещи, приезжает Ольга, которую Куликов забыл предупредить, что поселил у них коллегу с дочерью. Шейнман просит Марину взять его пациентку, сам же готов только ассистировать. Брагин уверен, что Шейнман таким образом пытается переложить ответственность на Марину. |
| 13 (125) | 31 января 2018 | Кривицкому сообщают, что есть подходящий донор. Кривицкий ложится в кардиологический центр, чтобы пройти предварительное обследование и сдать все необходимые анализы. Соседом Кривицкого и вторым претендентом на донорское сердце оказывается молодой парень с тем же диагнозом. Для Павловой и Кривицкого очевидно, что шансов на получение сердца у парня больше. Марина настаивает на срочной операции у пациентки Шейнмана, но муж пациентки категорически против. Марина в конце концов понимает на собственном опыте, что именно из-за неадекватного поведения мужа Шейнман отправил Елену к Нарочинской, не зная, что Марина в положении. В результате Марина вынуждена просить Сашу срочно делать кесарево. |
| 14 (126) | 31 января 2018 | Рано утром Брагину сообщают, что Эмма с дочерью и мужем попали в страшное ДТП. Брагин должен срочно лететь в Америку. Марина звонит бывшему пациенту, просит помочь со срочной визой. Павлова не понимает, отчего Кривицкий не рассказывает своим детям о диагнозе. Кривицкий хочет заехать к нотарису, Павлова тем временем отправляется к его отцу. Выслушав Павлову, Кривицкий-старший неожиданно приглашает её войти и показывает свое завещание… Личность женщины, которую привели Костя и Саша, удается установить лишь по номеру кардиостимулятора. Выясняется, что её уже много лет ищет муж. |
| 15 (127) | 1 февраля 2018 | Пока Брагин в отъезде, Марина изучает в интернете модели колясок, руководствуясь советами Нины. Рассказывает Нине последние новости об Эмме и Тамаре. Нина торопит Марину с заключением контракта с роддомом. Неклюдов нашел помещение для бара и целыми днями занят ремонтом. Свекровь на время уехала, сына забрала к себе сестра Нины, и Нина надеется провести тихий семейный вечер вдвоем с мужем. Ханина приходит домой раньше обычного и обнаруживает полуодетых Кристину и Никиту. Вопреки ожиданиям Ханина вовсе не в восторге — она считает, что Никита совершенно не подходит Кристине и даже готова говорить об этом с Куликовом, почти не стесняясь в выражениях. Марина замечает, что с Ниной что-то происходит. Подумав, Нина признается, что кое-что произошло, и она пока не знает, что будет дальше.                                                                                        |
| 16 (128) | 1 февраля 2018 | Павлова просит Нину сообщить родителям Петрова, что их сын скончался. Сама же срочно звонит насчет донорства. Марина и Шейнман оперируют Игоря. В ходе операции возникают осложнения, и Марина понимает, что Игорь был прав. После операции к Марине приходит Саша, ей необходимо выговориться. Павлова отдает родителям погибшего его вещи и документы, но коллега молодого человека говорит, что в паспорте была бумага — отказ от донорства. Однако такой бумаги среди документов погибшего нет. Кривицкий приглашает Костю ассистировать на необычной операции. С трудом уговорив пациентку и родственников, Кривицкий полон энтузиазма, однако Костя сомневается, что это одобрит Павлова. Брагин звонит Марине, у него плохие новости. |

### Сезон 7
| № серии  | Премьера        | Описание серии |
| -------- | --------------- | --- |
| 1 (129)  | 18 февраля 2019 | Через несколько месяцев после рождения дочери Марина мечтает выспаться и вернуться на работу. Брагин мечтает наладить, наконец, отношения с Тамарой, Тамара, чтобы все стало, как раньше. О чём мечтает Катенька — непонятно, она просто плачет. В Склифе двое новеньких — молодая медсестра Милана и ординатор Толик Алеников, сын влиятельного чиновника из минздрава, старинного знакомого Кривицкого. Это вынуждает Кривицкого приглядывать за Толиком на первых порах, что не радует ни одного из них. В Склиф привозят пострадавших в страшном ДТП. В то же время в приемное отделение приезжает ОМОН: в полицию поступил звонок об угрозе взрыва. Всех просят покинуть отделение. Остаются только тяжелые больные и те, кто сейчас на операциях. |
| 2 (130)  | 18 февраля 2019 | Поиски взрывчатки продолжаются. Тем временем Марина приезжает в Склиф и пытается попасть в свое отделение, чтобы разыскать пациента. Полиция осматривает каждый уголок, а медсестры обращают внимание на странного парня, который при поступлении не расставался со своим рюкзаком… Вместе с коллегами Марине удается найти и обезвредить пациента, который угрожает взорвать больницу. И тут Брагин обнаруживает, что Марина вовсе не дома с детьми, а на работе. После разборок с Брагиным Марина едет домой, где ей предстоит непростой разговор с няней. |
| 3 (131)  | 19 февраля 2019 | Брагин и Марина изо всех сил стараются найти общий язык с Тамарой, но все попытки стать семьей ни к чему хорошему не приводят. Ханина предлагает Куликову жить вместе, но он не хочет торопиться. Кристина сообщает Никите о беременности, но понимает, что никаких решений от Никиты ждать не приходится. Кристина решает обратиться за помощью к Куликову — пусть просто даст денег. Марина оставляет детей на Брагина и едет в Склиф, чтобы провести сложную операцию. Марине ассистирует новый врач нейрохирургического отделения Александр Поляков. |
| 4 (132)  | 19 февраля 2019 | Марина и Брагин вынуждены отказаться от очередной няни, и Марина понимает, что её возвращение на работу опять откладывается. Ольга настаивает, чтобы Куликов обсудил проблемы Кристины с Ханиной, но Куликов к этому не готов. Толик постепенно осваивается, но совершенно очевидно, что выпускник Базельского университета не создан для работы в российском НИИ скорой помощи… Марина идет гулять с детьми в парк. Через некоторое время она обнаруживает, что Тамара пропала. Марина пытается обойтись без помощи Брагина, но время идет, а девочки нигде нет. Поляков приходит к Брагину, чтобы бросить ему перчатку. Толик теряет своего первого пациента. |
| 5 (133)  | 20 февраля 2019 | Фаина продолжает превышать полномочия, но на вполне законных основаниях, что неимоверно раздражает Павлову. Однако сделать с этим Ирина Алексеевна ничего не может. Ханина в очередной раз предлагает Куликову съехаться. Толик переживает и ищет поддержки у Брагина, который к этому совершенно не готов. В Склиф привозят самоубийцу. Это не первая его попытка свести счеты с жизнью. Его навещает жена, которая вскоре тоже оказывается на больничной койке. Брагин начинает собирать футбольную команду для товарищеского матча против нейрохирургов. |
| 6 (134)  | 20 февраля 2019 | Павлова отправляет Брагина и Толика на двухдневную стажировку на базу МЧС. Брагин вынужден согласиться. Марина продолжает попытки завоевать расположение Тамары, но это оказывается не так просто. Тамара скучает по дедушке и хочет, чтобы он забрал её к себе. Кривицкого начинает раздражать излишняя забота Павловой, они ссорятся. Куликов переживает за Никиту, Ольга пытается понять, какие отношения связывают Куликова и Ханину. Тамара временно меняет гнев на милость и рассказывает Марине о маме и о дедушке. Брагин и Толик уезжают во Владимирскую область, где проходят учения. На обратном пути их автобус глохнет на железнодорожном переезде. |
| 7 (135)  | 21 февраля 2019 | Пока Брагин и Толик борются с последствиями аварии на переезде и ждут подмогу, Костя встречается в Склифе со старым знакомым. В Склиф после ДТП привозят следователя Никонова, который вел дело Кости. Никонов напуган и требует другого хирурга, несмотря на то, что ему срочно нужна операция. Марина не находит себе места, а Тамаре удивительным образом удается её слегка успокоить. Павлова, пользуясь случаем, пытается разузнать у Аленикова-старшего о предстоящей реструктуризации в больнице. |
| 8 (136)  | 21 февраля 2019 | Ханина приводит Кристину в клинику, но не может остаться с нею, так как вынуждена срочно мчаться на работу. Кристине приходит сообщение от Ольги с просьбой о встрече. Ольга готова сделать Кристине необычное предложение. Костя проводит время с Асей и детьми её знакомой. Медсестра Милана просит Ивана Николаевича помочь ей подготовиться к вступительным экзаменам. Хромов удивлен, но не отказывает, чтобы Милана не обратилась с той же просьбой к Косте. В больницу на обследование приезжает мать Полякова, диагноз оказывается довольно пугающим. Врачи тем временем продолжают готовиться к товарищескому матчу. |
| 9 (137)  | 25 февраля 2019 | Кривицкий оперирует новую пациентку, пострадавшую от нападения в цирке, обещает, что сделает все, чтобы вернуть лицо. Павловой это не нравится, ведь у них нет отделения пластической хирургии. Толик обращается к отцу за помощью по просьбе Тани Третьяковой. Алеников-старший недоволен, но обещает помочь. Врачи хирургического отделения собираются на тренировку. Куликов против участия Ханиной в игре. Кристина встречается с Ольгой и принимает её предложение. После тренировки Брагин приезжает домой и встречает в подъезде доктора Полякова — работника отделения, которое возглавляет Марина. Куликов обещает Ольге быть с нею честным во всем, Ольга чувствует себя неловко. Нина решает принять предложение Неклюдова и выйти на новую работу. Команда Брагина выходит на поле против команды Полякова. Кривицкий решается на примирение с Павловой и просит её съездить с ним кое-куда. |
| 10 (138) | 25 февраля 2019 | Утро с Склифе начинается спокойно, только Костя и Толик вынуждены задержаться после суток из-за необычной парочки пациентов. Толик проводит первую самостоятельную операцию. Однако вскоре и другим врачам придется побегать — «скорые» одна за другой начинают привозить пострадавших. Катер протаранил свадебный теплоход, часть гостей пострадали и оказались в ледяной воде. Простуженный Брагин отлеживается дома, а вот Марину срочно вызывают на работу — невеста в тяжелом состоянии. В суматохе никто не обращает внимания на ничем не примечательного молодого человека, который, воспользовавшись ситуацией, проходит в отделение. |
| 11 (139) | 26 февраля 2019 | Брагин вынужден срочно уехать после звонка своей лже-дочери Вероники. Поляков знакомит Марину с матерью, которой срочно нужна операция и довериться она готова только Марине. Кристина снова встречается с Ольгой тайком от матери. В Склиф привозят неизвестную девушку после серьёзного ДТП. Поляков и Марина оперируют её, девушка без сознания. Парочка, которая пострадала в той же аварии ведет себя крайне подозрительно. После выступления Павловой в Минздраве Алеников предлагает вместе поужинать в ресторане. Там Павлова нос к носу сталкивается с Ниной и Неклюдовым. После ужина Алеников провожает Павлову домой. У подъезда они сталкиваются с Кривицким. |
| 12 (140) | 26 февраля 2019 | Павлова с трудом вспоминает события вчерашнего вечера. Чтобы хоть как-то реабилитироваться, она звонит Аленикову и предлагает поужинать у неё дома. Фаина предлагает Кривицкому встретить Новый год вместе. Тот растерян. Павлова и Кривицкий снова ссорятся из-за его пациентки, которой он уделяет слишком много внимания. В Склифе полно пострадавших — на улице страшный гололед. Толик ассистирует Косте во время операции, но совершает ошибку, которая едва не стоит пациенту жизни. Чтобы поддержать Толика, Костя приглашает его после работы в кафе. Слегка выпив, Толик становится излишне откровенным с Костей, но отступать уже некуда. |
| 13 (141) | 27 февраля 2019 | Костя и Ася привозят Толика в Склиф. Увидев Толика, Нина немедленно звонит Павловой, не зная, что Алеников-старший рядом. Ханина обнаруживает у Кристины в сумке конверт с деньгами и переписку с Ольгой. Припертая к стенке Кристина вынуждена все рассказать матери. Ханина немедленно звонит Ольге. Ольге в свою очередь приходится пережить непростой разговор с Куликовым. Узнав о том, что случилось с Толиком вечером, Алеников приходит в бешенство и разбирается с обидчиками по-своему. Костя решает поменяться с Кривицким, чтобы остаться на дежурство в новогоднюю ночь. Куликова приглашают на съемки в ток-шоу. |
| 14 (142) | 27 февраля 2019 | Костя решает поменяться с Кривицким, чтобы остаться на дежурство в новогоднюю ночь. Куликова приглашают на съемки в ток-шоу. Поляков нервничает из-за операции матери, Марина, как может, успокаивает его. Брагин звонит Марине из Ярославля и внезапно сообщает, что новый год ей придется встретить без него. Нина и Марина откровенничают друг с другом. Павлова считает, что Алеников должен был обратиться в полицию, но у Аленикова свое мнение на этот счет. Куликов становится героем ток-шоу и соцсетей. |
| 15 (143) | 28 февраля 2019 | Молодой парень, решившись на отчаянный шаг, пытается украсть деньги у незнакомой женщины, но, убегая от неё, падает и ломает ногу. Сердобольная жертва дожидается скорой и едет вместе с воришкой в СКЛИФ. В тот же вечер в Слифе собирается довольно пестрая компания тех, кто не вовремя заболел и тех, кому все равно, где встречать Новый год. Куликов, нарядившись в костюм деда Мороза, обходит палаты с мешком подарков, Саша и Костя совершают настоящее чудо в праздничную ночь, а Ксения, у которой пытались украсть сумочку, встречает человека из прошлой жизни. |
| 16 (144) | 28 февраля 2019 | Ольга чувствует себя виноватой перед Куликовым и решается сделать первый шаг. Саша и Костя пока не разобрались, как вести себя друг с другом после новогодней ночи. Полякову сообщают имя девушки, лежащей в реанимации. Для него это весьма неожиданная новость. Брагин не говорит Марине, что на самом деле заставило его задержаться в Ярославле… |

### Сезон 8
| № серии  | Премьера        | Описание серии |
| -------- | --------------- | --- |
| 1 (145)  | 1 февраля 2021  | С момента выстрела в кабинете психолога прошло всего несколько дней, но жизнь в отделении очень изменилась. Марина обращается к бывшему однокурснику Вячеславу Мартынову, который может помочь Брагину. Тем временем сотрудники «Склифа» собираются на кладбище — все, кроме Павловой, которую вызвали на ковер в министерство. Она отстранена от должности на время служебного расследования. В «Склиф» прибывают два новых ординатора.                                                          |
| 2 (146)  | 1 февраля 2021  | В отделение поступают пострадавшие от взрыва газа в жилом доме. Врачам «Склифа» вновь предстоит решать сложную головоломку, с которой они уже сталкивались несколько лет назад. Павлова старается держаться, но чувствует себя не в своей тарелке и по старой привычке продолжает руководить. Таня Третьякова, наконец, решается познакомить родителей со своим избранником, но милый семейный ужин заканчивается скандалом.                                                                      |
| 3 (147)  | 2 февраля 2021  | Почти все врачи уезжают отдыхать на горнолыжный курорт. Нина замечает, что Неклюдов ревнует её к Брагину. Тем временем Костя вынужден справляться с непростым пациентом, поступившим в отделение, и бороться с неприязнью к новым ординаторам, которые не понравились ему с первого же дня. Павлова и Кривицкий продолжают конфликтовать даже на отдыхе, который, едва начавшись, оборачивается катастрофой…                                                                                      |
| 4 (148)  | 2 февраля 2021  | Марина не может дозвониться до Брагина и остальных коллег. Идут поиски Павловой. Брагин осматривает Нину. Убедившись, что она в порядке, он отправляется на поиски остальных. Тем временем Ханин и Куликова оказываются в ловушке отрезаны от всех. Марина продолжает бить тревогу, требуя помощи от спасателей. |
| 5 (149)  | 3 февраля 2021  | Врачи возвращаются в Москву и сразу едут в «Склиф». Окунувшись в работу с головой, они быстро забывают о том, что ещё несколько часов назад их жизни висели на волоске. Хозяйка отеля Ирина Федоровна рассказывает Брагину о давнем конфликте с Георгием. Она просит спасти ему жизнь и дать им возможность объясниться… |
| 6 (150)  | 3 февраля 2021  | Мартынов вызывает Марину для серьёзного разговора. Пациентка одного из врачей оказывается бывшей женой его сына-наркомана. Брагин ждет результатов очередного обследования. Во время операции Куликов и Ханина решаются на дополнительную процедуру, не получив согласия пациента. Новости настигают Марину и Брагина уже в операционной. |
| 7 (151)  | 4 февраля 2021  | Брагин не согласен со схемой лечения, но решает довериться специалистам. Ханина понимает, что Михаил и не думает искать отдельное жилье. Павлову в очередной раз вызывают в министерство, чтобы расставить все точки. Чиновники вот-вот примут решение насчет должности заведующего отделением. Между новыми ординаторами начинаются разногласия в отношении к работе отделения и к некоторым врачам…                                                                                             |
| 8 (152)  | 4 февраля 2021  | Павлова по-прежнему не может свыкнуться с решением вышестоящей инстанции, изменения даются ей особенно тяжело. Алеников появляется на пороге её квартиры с чемоданом. Новая знакомая одного из врачей вновь приезжает в «Склиф», но на этот раз в качестве пациентки. Брагин самовольно вносит изменения в протокол лечения. Его лечащий врач Ева Мерц понимает, что что-то не так, но не догадывается о причине…                                                                                 |
| 9 (153)  | 8 февраля 2021  | Брагин встречает давнего знакомого Стаса, работающего в медицине катастроф. Он понимает, что для него самого работа в экстремальной среде дала бы шанс посмотреть на свою жизнь другим глазами. Вместе со Стасом он отправляется помогать пострадавшим при обрушении крыши на место происшествия. Отношения Ханиной и Михаила постепенно налаживаются. Новый начальник просит Павлову о помощи, но она не собирается выполнять чужую работу, тем более за человека, который отобрал её должность. |
| 10 (154) | 8 февраля 2021  | Фаина предлагает Кривицкому свою поддержку и помощь в любых вопросах. Брагин выходит на новую работу вместе со Стасом и его командой. Нарочинская недовольна решением мужа. Она просит Олега беречься. Но отношения с новыми коллегами Брагину выстраивать некогда — врачи едут спасать пострадавших при пожаре в студенческом общежитии. И Брагин, конечно, бросается в самое пекло… |
| 11 (155) | 9 февраля 2021  | Нина возвращается в «Склиф» и с головой окунается в работу, чтобы забыть о своих личных проблемах. Брагин с командой Стаса улетает в шахтерский городок оказывать помощь пострадавшим при взрыве. Однажды утром в квартире Хромова неожиданно появляется Лена и просит взять внука Илюшу на денек, так как ей совсем не с кем его оставить. Мама Кости готова посидеть с мальчиком, но поведение Лены её настораживает…                                                                           |
| 12 (156) | 9 февраля 2021  | Кривицкий уезжает помогать отцу и вынужден оставить отделение на Павлову. Брагин на месте катастрофы решает спуститься в шахту, чтобы помочь поднять пострадавших, но происходит трагедия. Марина готовит молодого пациента к сложной операции, привлекая к участию новых ординаторов. Но это лишь усугубляет разногласия между Николаем и Василисой по поводу того, как им нужно строить свою карьеру в «Склифе».                                                                                |
| 13 (157) | 10 февраля 2021 | Брагин и команда Стаса летят домой. Самолёт попадает в зону сильной турбулентности. Уставшие врачи вынуждены собраться, чтобы оказать необходимую помощь пассажирам, и это помогает ненадолго забыть об опасности. Пациенту Марины требуется повторная операция. Алеников и Кривицкий устраивают драку. Стас ревнует свою любимую к Брагину. |
| 14 (158) | 10 февраля 2021 | Брагин продолжает лечение и постепенно начинает готовиться к следующему этапу. Куликов не может понять причину резкой перемены в настроении и поведении Ольги, а она не желает ничего объяснять. Алеников с комиссией приезжает в «Склиф» с проверкой. Антон по-прежнему не может найти работу, а Таня вновь оказывается перед выбором. В отделение приезжают журналисты, чтобы взять интервью у одного из врачей.                                                                                |
| 15 (159) | 11 февраля 2021 | Куликов в ужасе звонит Брагину и рассказывает об аварии. Ольга жалеет, что рассказала Куликову о том, что с ней произошло на самом деле. Кривицкий подумывает об отъезде в Израиль, но неожиданно встречает бывшую одноклассницу, мать одного из пациентов. Брагин возвращается в «Склиф» уже в ином качестве, но, как всегда, остается на высоте. Марина сталкивается со странной пациенткой |
| 16 (160) | 11 февраля 2021 | Ольга и Куликов договариваются скрыть от следствия правду. Брагин готовится к операции. Решение Кривицкого выводит Фаину из себя. Костя и Саша готовятся отпраздновать свадьбу в кругу друзей и коллег. Антон по-прежнему не выходит на связь с Татьяной. Узнав, что Павлова встречалась с чиновником из Минздрава, Алеников окончательно теряет самообладание… |

### Сезон 9
| № серии  | Премьера        | Описание серии |
| -------- | --------------- | --- |
| 1 (161)  | 31 января 2022  | Брагин проходит реабилитацию. После долгого наркоза у него стали трястись руки, и он больше не может оперировать. Его жена Марина предлагает ему на время разъехаться. В «Склифе» новые интерны — Алекс, Дима и Арина. Только один из них получит место в ординатуре. Молодые люди начинают соревноваться между собой, а Костя берет над ними шефство. Павлова и Алеников живут вместе. Усилиями Аленикова Павлову восстановили в должности заведующей отделением. Однако у его помощи есть цена. Куликов в СИЗО ждет суда.           |
| 2 (162)  | 31 января 2022  | Брагина выписывают из реабилитационного центра, но идти ему некуда. Он просит разрешения у Нины пожить у неё — обещает сидеть с её детьми и помочь ей подготовиться к экзамену. У Нины продолжаются отношения с Никифоровым, и он совсем не рад появлению Брагина. Нина пошла на курсы и планирует перейти в «Склифе» на место операционной медсестры. Павлова требует, чтобы она искала себе полноценную замену. На место Нины Брагин решает пристроить свою знакомую — Ирину Успенскую. Но по силам ли ей авральный режим «Склифа»? |
| 3 (163)  | 1 февраля 2022  | Брагин уходит из «Склифа» и устраивается на работу в обычную районную поликлинику. Главврач поликлиники Тамара Сперанская берет знаменитого хирурга в штат, хотя сомневается в серьёзности его намерений. У Успенской первый рабочий день в «Склифе». Ирине с большим трудом даются её новые обязанности. Алеников рекомендует Павловой подписать контракт с незнакомой ей фирмой на закупку оборудования и назначить на место Брагина своего протеже — Николая. Павлова против, но Алеников не принимает никаких возражений.         |
| 4 (164)  | 1 февраля 2022  | Открывшиеся обстоятельства осложнили положение Куликова, адвокат просит для него пять лет тюрьмы. Матери Куликова становится плохо прямо в зале суда, её увозят в «Склиф». Павлова узнает, что Марина решила перейти на новую работу в Бурденко. После ухода Брагина отделение не может себе позволить потерять ещё одного высококлассного специалиста. Павлова пытается отговорить Марину, но Нарочинская непреклонна. Её место в «Склифе» займет Шейнман. Брагин ходит по домашним вызовам, и один из них заканчивается дракой.     |
| 5 (165)  | 2 февраля 2022  | Марина начинает работать в Бурденко. Мартынов дает ей понять, что рассчитывает на нечто большее, чем просто отношения между коллегами. Вместе с Мариной в Бурденко уходит и её ассистентка Василиса. Брагин отпрашивается у Сперанской на суд к Куликову. Сегодня его другу будет вынесен окончательный приговор, и Брагин должен быть там. Третьякова продолжает поиски своего гражданского мужа Антона, который бесследно исчез несколько дней назад.                                                                               |
| 6 (166)  | 2 февраля 2022  | Марина готова разорвать отношения с Брагиным. Интерны продолжают соревнование за место в ординатуре, а Арина выбирает своеобразную тактику — пустить в ход женские чары. Аппаратура, на закупке которой настаивал Алеников, дает сбой во время операции. Павлова оказывается перед непростым выбором. После тяжелого ДТП в «Склиф» поступает пациент без сознания и без документов. Его неожиданно узнает Успенская. |
| 7 (167)  | 3 февраля 2022  | Брагин просит у Нины прощения за свою выходку. Обещает, что такое больше никогда не повторится. Тем временем к Нине приходит жена Никифорова, которая просит её оставить Славу в покое. В «Склиф» приезжает полицейский, чтобы снять отпечатки пальцев у неизвестного, попавшего в ДТП, с целью установить его личность. По дороге на работу Брагин попадает в ужасную аварию в метро. |
| 8 (168)  | 3 февраля 2022  | Успенская просит Павлову разрешить ей в свободное время ухаживать за неизвестным в коме. Вскоре он приходит в себя, но ничего не помнит. Брагин допоздна задерживается на работе, не хочет больше беспокоить Нину. Сперанская предлагает ему переночевать у неё. Павлову находит бывшая любовница Аленикова, у которой есть для неё важная информация. |
| 9 (169)  | 7 февраля 2022  | Брагин едет в реабилитационный центр. Несмотря на улучшение состояния, он пока не готов возвращаться в «Склиф». Сын сообщает Куликову, что остается в Москве и будет жить с девушкой. Марина с Мартыновым едут на шашлыки, но звонок Брагина заставляет Нарочинскую вернуться. Нина находит новое призвание — она решила стать блогером. Муж Сперанской занимает у Брагина деньги, якобы на подарок жене к годовщине… |
| 10 (170) | 7 февраля 2022  | Брагин узнает, что супруг Сперанской играет в онлайн-казино. Выясняется, что у него большие долги. Интерны продолжают соревноваться, кто наберет больше баллов. У Куликова и судьи продолжается роман. Судья предлагает Куликову переехать к ней. Алеников оказывает серьёзную услугу Косте и Саше. |
| 11 (171) | 8 февраля 2022  | У Павловой день рождения. Алеников решает сделать ей сюрприз и просит Костю помочь с организацией праздника. Сотрудники «Склифа», а также Брагин и Марина, собираются, чтобы поздравить свою заведующую. Однако в обстановке всеобщего веселья гости замечают, что Алеников очень мрачен. Праздничный вечер заканчивается совсем не так, как планировалось… |
| 12 (172) | 8 февраля 2022  | Полиция начинает расследование в «Склифе». Следователь по очереди вызывает на допрос всех присутствующих на праздновании дня рождения Павловой, чтобы выяснить, является происшествие несчастным случаем или преступлением? К пациенту, за которым ухаживает Успенская, возвращается память. Однако его воспоминания оказываются не только неприятными, но и опасными… |
| 13 (173) | 9 февраля 2022  | Кривицкий возвращается в Москву, его отец в больнице. Костя и Саша пытаются наладить жизнь с Илюшей, но мальчик заявляет, что хочет жить с бабушкой и дедушкой. На работу к Нине приходит фанат её блога — молодой красавец, и приглашает на свидание. Брагин и Марина едут за город, чтобы отдохнуть на природе и понять, что же между ними происходит… |
| 14 (174) | 9 февраля 2022  | Кривицкий выходит на работу в «Склиф», Фаина, как никто, рада его возвращению. Павлова уговаривает Брагина вернуться в «Склиф». Он уже готов оперировать, но мучается сомнениями. Николай осознает, что, если Брагин вернется, его могут сместить с должности. Костю вызывают в полицию, Илюшу задерживают. Марина пишет заявление и уходит из Бурденко. |
| 15 (175) | 10 февраля 2022 | Брагин возвращается в «Склиф». Куликов налаживает отношения с сыном судьи. К Нине с извинениями приходит мужчина из ресторана и зовет её на свидание. Павловой звонит сын и сообщает, что она стала бабушкой. У Третьяковой на УЗИ обнаруживают тромб. Операция опасна для её жизни и необходимо прервать беременность. Однако Третьякова хочет сохранить малыша, несмотря ни на что. Ей и её врачам предстоит сделать сложный выбор.                                                                                                 |
| 16 (176) | 10 февраля 2022 | Николай сообщает интернам, что сегодня решающий день — наконец станет ясно, кто из них попадет в ординатуру. Марина тоже возвращается в «Склиф». По «скорой» поступает новая пациентка — жена Георгия, сына Ирины Федоровны. Оказывается, она беременна. Саша пытается наладить отношения с Илюшей, идет с ним на прогулку в парк. Но становится только хуже… |

### Сезон 10
| № серии  | Премьера       | Описание серии |
| -------- | -------------- | --- |
| 1 (177)  | 30 января 2023 | Павлову после ДТП привозят в Склиф в критическом состоянии. Нина звонит Брагину, но не может дозвониться. В это время Брагин объясняется с Тамарой Сперанской. В Склифе вторая смена — хирург Волошин, сосудистый хирург Майя Захарова и молодой врач-ординатор Эльчин Саралаев обсуждают план операции Ирины Алексеевны. Их мнения расходятся. Костю и Сашу вызывают в опеку по поводу украденной Илюшей брошки. |
| 2 (178)  | 30 января 2023 | Ханины после свадьбы гуляют по набережной и становятся свидетелями страшной аварии теплохода с выпускниками. Ханины бросаются спасать людей. Брагин вместе с бригадой Волошина выезжают на место аварии. Пострадавших везут в Склиф, из дома вызывают всех врачей. Арина уходит из Склифа. С ней уходит Алекс, которого не взяли в ординатуру.                                                                    |
| 3 (179)  | 31 января 2023 | Павлова настаивает, чтобы Волошин немедленно провел ей повторную операцию. Брагин против, он уверен, что нужно подождать. Марина делает тест и узнает, что беременна. В семье Ирины Федоровны случается трагедия. Проходит несколько месяцев. Третьякову со схватками привозят в Склиф. |
| 4 (180)  | 31 января 2023 | Брагин прописал Павловой болеутоляющие, которыми она начинает злоупотреблять. Кривицкого это очень беспокоит. Судья выгоняет Куликова. Он просит Брагина временного пожить у него. Квартиру Нины затопило, отключили и воду, и электричество. У Марины начинается кровотечение, и её кладут на сохранение в Склиф.                                                                                                |
| 5 (181)  | 1 февраля 2023 | Владимир предлагает Нине временно пожить у него. Дети Владимира этому не рады. Умер отец Кривицкого. Выяснилось, что он свою квартиру завещал каким-то чужим людям. Брагин просит Ирину Федоровну, пока Марина в больнице, присмотреть за Катей. Сперанская ищет встреч с Брагиным. Узнав, что Марина на сохранении, приходит к нему домой.                                                                       |
| 6 (182)  | 1 февраля 2023 | Брагин привлекает Павлову к консультациям, чтоб отвлечь её от депрессии. Саша встречает своего одногруппника Егора, он предлагает ей работать в его благотворительном центре в свободное от Склифа время. На похороны деда приезжает сын Кривицкого — Алексей. У Хромова начинаются провалы в памяти. |
| 7 (183)  | 2 февраля 2023 | Внезапно приезжает невестка Павловой. Ирина Алексеевна в ужасе, она боится, что сын узнает правду о её настоящем состоянии здоровья и будет сильно переживать. Марину выписали домой, но на работу ей возвращаться пока нельзя. Жена Волошина Рита узнает об измене мужа и собирается разводиться. Сын Ирины Федоровны устраивает пожар в квартире.                                                               |
| 8 (184)  | 2 февраля 2023 | Алексей начал работать санитаром в Склифе и немедленно стал ухаживать за Захаровой. Волошин ревнует Захарову и говорит ей, что ушел от жены. Ирина Федоровна на прогулке теряет Катю, маленькую дочку Марины и Брагина. Нина организовала шикарную вечеринку в честь юбилея отделения, но праздник оборачивается бедой.                                                                                           |
| 9 (185)  | 6 февраля 2023 | Брагина и Сперанскую привозят в Склиф. Сперанская не помнит, что произошло. Провалы в памяти у Хромова становятся все чаще. После вечеринки они едут с Сашей домой в такси, Хромов забывает откуда и куда они едут. Захарова целуется с Алексеем. |
| 10 (186) | 6 февраля 2023 | Третьякова выходит на работу. Эльчин начинает за ней ухаживать. Никита и Кристина сообщают Куликову, что подали заявление в ЗАГС. Волошин просит Захарову уговорить жену с ним не разводиться, сказать ей, что между ними ничего не было. Захарова приходит к Рите, но все идет не так, как планировал Волошин. Костя очень озабочен состоянием Хромова. Просит Брагина поговорить с ним.                         |
| 11 (187) | 7 февраля 2023 | Георгий уезжает на Байкал работать в заповеднике. Брагин решает, что пора делать операцию Павловой. Брагин и Волошин разрабатывают план операции. Сперанскую выписывают из Склифа. Хромов приходит к неврологу на обследование. Диагноз толкает его на отчаянный шаг. |
| 12 (188) | 7 февраля 2023 | На ужине у Марины и Брагина Куликов рассказывает, что должен найти крупную сумму на выплату налогов, иначе лишится выигранной квартиры. Захарова переезжает жить к Алексею. Павлова готовится к операции. Она переживает, что что-то пойдет не так. Брагина смущают результаты её анализов. |
| 13 (189) | 8 февраля 2023 | Все в напряженном ожидании после операции Павловой. Брагин решился на опасный шаг под свою ответственность. Возможно, Ирине Алексеевне это принесет выздоровление, а может быть, ей станет хуже, чем было. Волошин признается, что разводится с женой. Куликов берет кредит в банке, чтобы выплатить налог на выигранную квартиру.                                                                                |
| 14 (190) | 8 февраля 2023 | Проходит несколько месяцев. Куликов наконец-то заселяется в свою квартиру. И знакомится с соседкой, одинокой старушкой из квартиры напротив. Брагин с Мариной делают УЗИ. Марина не хочет узнавать пол, а Брагин уверен, что у них опять будет девочка. В Склифе появляется инспектор противопожарной безопасности. Марине звонит её тетя, с которой они давно не общались, ей нужна помощь.                      |
| 15 (191) | 9 февраля 2023 | Соседка Куликова говорит, что завещает ему свою квартиру, если Куликов будет ей помогать. Она одинокая женщина, родственников у неё нет. Саша просит Костю нанять Хромову сиделку, чтобы та присматривала за ним постоянно. Костя не видит в этом необходимости. Волошина вызывают в полицию, Рита написала на него заявление.                                                                                    |
| 16 (192) | 9 февраля 2023 | После аварии в приемном отделении Хромов в критическом состоянии. Его реанимируют и подключают к ИВЛ. Костя тоже сильно пострадал. Брагин и Куликов увозят его в операционную. Ханина просит совета у Куликова, ехать ли ей в Екатеринбург за мужем. Роды Марины проходят не без неприятных неожиданностей. |

### «Море. Солнце. Склифосовский»
| № серии | Премьера        | Описание серии |
| ------- | --------------- | --- |
| 1       | 11 февраля 2023 | На отдых на море собирается дружная Склифосовская семья. Их давно пригласили к себе в гости Петр и Полина Пастуховы. Ирина Алексеевна Павлова пытается всеми силами сопротивляться и не ехать со всеми, но под напором Геннадия Ильича, уступает. Собрались в поездку и хирург Константин Лазарев с женой Александрой и внуком Ивана Николаевича, Ильей, которого они усыновили. На вокзале к приятной компании присоединяется и регистратор Нина с тремя детьми. И медсестра Таня Третьякова с сыном. Ну и куда же без травматолога Сергея Куликова. Увидав всю эту братию, Ирина Алексеевна в шоке. Так же, как и проводница. Последними на перроне появляются Олег Брагин с Мариной, дочерью Катей и грудным сынишкой. Поездка началась сразу же с приключений. Оказывается, Куликов не собирался ехать в Сочи. Он пришел в качестве провожающего, помочь Нине с детьми. И не успел выйти. Нажать на стоп- кран ему не позволила проводница. Пришедший на внештатную ситуацию начальник поезда узнал Брагина. И в порядке исключения позволил Куликову ехать с ними, без билета. Казалось бы, взрослые мужики, все врачи, но в поезде они оторвались, вырвавшись из стен Склифа. Начали играть в фанты. Куликову kratserial.ru выпало напугать проводницу. Удалось, напугал. Затем они немного попели. Да так что не дали спать женщине из соседнего купе. Пришлось соврать, что они артисты из филармонии. Репетируют. И доигрались. Брагину выпал фант купить продукты на завтрак на остановке. Он и отстал от поезда. Смех и грех. Повезло, что киоскерша, продавшая ему пирожки, подсуетилась. Попросила знакомого, и тот довез его на мотоцикле до следующей остановки поезда. Повезло, что поезд останавливался через 20 км на вынужденную стоянку. Итак, они доехали до Сочи. Чета Лазаревых с Ильей и медсестрой с сынишкой сняли заранее комнату на берегу. С ними навязался и Куликов. Но на него хозяйка не рассчитывала. Пришлось расположиться на раскладушке, на кухне. Ирина с Геннадием сняли комнату в частном отеле. Всех остальных встретил Пастухов, и повез к себе. После обустройства все собрались на фазенде Пастуховых. И отпуск начался. |
| 2       | 11 февраля 2023 | Вся большая компания отправляется на пляж. Нина остается сидеть с грудными и самыми маленькими. И Ирина с Геннадием предпочитают отдыхать отдельно от большой компании. На пляже Петр, на правах хозяина предлагает разные развлечения. Брагин готов и на мост стеклянный отправиться, и на катере покататься, и на дегустацию вин отправиться. Но Марина советует лучше ему с детьми посидеть. В итоге, все возвращаются к Пастуховым, рассказывает кратсериал. Только Костя с Сашей и Ильей отправляются кататься на арендованном катере. Куликов «благодарен» Брагину, что тот утащил его за всеми в Сочи. Без денег и вещей, ему ещё приходится и койко-место отрабатывать. То лавочку хозяйке отремонтировать, то забор покрасить. Хозяйка Валентина эксплуатирует его по полной. Да к тому же глаз положила на одинокого постояльца. Прогулка на катере не обходится без приключения. Один из пассажиров упал за борт. Косте пришлось реанимировать парня. Илья обижает Сашу, обвинив в жульничестве при игре в карты. Саша обижается и уходит от них. Про Костю написали в местной газете. Об этом всем остальным поведал Брагин. Костя вместе с Петром нашел Сашу на пляже. Она танцевала с незнакомым мужчиной, была в изрядном подпитии. На Ирину положил глаз хозяин частного отеля, где они проживали. Геннадий ревнует. В следующий раз, если тот почувствует себя плохо, порекомендовал обращаться лично к нему. Проспавшись, Саша просит прощения у Кости. И соглашается по возвращении, обратиться к психологу. Саша соглашается посидеть со всеми детьми, пока девушки сходят на пляж. Марина встречает на пляже старого друга Ивана. Он предлагает Марине с подругами покататься на катамаране. Валя с Куликовым делают покупки на местном рынке. У Сергея воришка ворует кошелек. Валентина так огрела его сумкой, что тот потерял сознание. Сергею приходится приводить воришку в чувства. |
| 3       | 11 февраля 2023 | Сергей с Валентиной везут пострадавшего в больницу. Туда же по просьбе Сергея приезжает и Брагин. Выясняется, что с воришкой ничего страшного не произошло, простое сотрясение, полученное при падении. Сергей отказывается писать заявление, хотя Валя вызвала полицию. Врач местной больницы узнала Брагина. И воспользовавшись возможностью, просит посмотреть своего сына. Брагин уверен, что парню поставили неверный диагноз, отсюда и неправильное лечение. Он дает адрес своего коллеги в столице, который поможет парню. Петр предлагает Полине вернуться в столицу. Увидел всех и так захотелось вернуться в Склиф. Он согласен и рядовым хирургом. А сюда они будут приезжать отдыхать. Иван обращается к Марине за помощью. Ему нужна большая сумма денег. Он сбил человека. И теперь его шантажируют. Оказывается, есть видео происшедшего. И шантажист обещает отнести его в полицию. Ирина с Геннадием гуляют по дендрарию, и находят сумку с деньгами. С сумкой они идут к Валентине. Ведь у неё родственник работает в полиции. Валентина предлагает Сергею уехать вместе с деньгами в Аргентину. Но Сергей собирается отнести их в полицию. Полина с Петром собрались купить диван, чтобы пригласить Сергея жить у них, сообщает кратсериал. В салоне произошла необычная ситуация. Диван разыгрывали по акции, кто из покупателей дольше всех на нем просидит, тому он и достанется. На диване трое суток сидели трое мужчин. Одному стало плохо. Петр оказал первую помощь. И вызвал скорую. Народ стал требовать, чтобы диван продали Петру. Произошла потасовка, Петра ударили. Ему стало плохо. Полина звонит Брагину, и везет мужа в больницу. У Петра оказалась аллергия на краску. А вот мужику с дивана понадобилась срочная операция. Сергей принес деньги в полицию. И вместо благодарности его же ещё и задержали. Пришлось звонить Костику. Тот пришел в участок вместе с Валей, спасать Сергея. Его отпустили, а вот заявления на деньги так и не попросили написать. К Геннадию начинает заигрывать их соседка по пансионату. В шутку он предлагает Ирине прогуляться вчетвером в ресторан, прихватив с собой навязчивую соседку и хозяина пансионата. |
| 4       | 11 февраля 2023 | На отдыхе не обходится ни дня без приключений. Валя сообщает Сергею, что деньги оказались фальшивыми. Сергей смеется, представляя, как бы она повеселилась на них в Аргентине. Валя предлагает Сергею поехать на Красную поляну. Катаясь на подвесной канатной дороге, они застряли на высоте. Сергей паникует. Он боится высоты. Брагин готовится завтра отметить свой день рождения. Марина предлагает посидеть скромненько по-семейному. Ну как можно по-семейному, при такой кагале. Петр и Брагин отправляют женщин на пляж, сами остаются с детьми. Костя и Саша рады, что наконец-то одни на пляже. Рано радуются. Их уединение нарушила вначале Таня с ребёнком, затем и Полина. А потом и Нина с Мариной нарисовались. На пляже к Марине подходит незнакомая женщина. Она предупреждает Марину, что Иван альфонс. Он разводит женщин на деньги. Её в частности развел. Она обращалась в полицию, но деньги-то она дала ему добровольно. У неё даже заявление не приняли. Марина звонит Ивану и просит написать расписку. Мужчины не досмотрели детей. Те наелись слив с соседнего участка. Марина приходит на место встречи, Иван, разумеется, нет. И телефон его уже недоступен. Нина советует Брагину ничего не говорить. И урезать ежедневные расходы, говорит кратсериал. Валя напрашивается с Сергеем в столицу. Но тот на серьёзные отношения не готов. Хозяйка выгоняет его, оставляя последнее слово за собой. Это она его бросила. Друзья репетируют поздравление для Брагина. Валентина мирится с Сергеем. У Геннадия Ильича разболелся зуб. Ирина повела его в ближайшую стоматологию. Убедившись, что в клинике отсутствует лицензия, Ирина останавливает лечение. Главврач пытается с ними договориться. Он практически им угрожает. Ирине и Геннадию приходится спасаться бегством. Ирина звонит в министерство. Вся компания собралась в ресторане. Празднуют день рождения Брагина. Весело, с шутками, играми. Вручают подарок. Набор для дайвинга. Марина видит Ивана, он пришел пообедать в ресторан. Они с Ниной останавливают его. Деньги отдавать он не собирается. Ну, может через полгодика. Ведь она добровольно их ему дала. Но предлагает Марине kratserial встретиться в столице. Эти его слова слышит Брагин. Узнав, что Марина отдала ему деньги, пытается разобраться с ним. Нина дает Ивану пощечину вместо расписки, которую он отказался дать. Брагин тестирует свой костюм для подводного плавания. На берегу его ждет Марина. Отпуск закончился. Компания возвращается домой. |

### Сезон 11
| № серии  | Премьера        | Описание серии |
| -------- | --------------- | --- |
| 1 (193)  | 5 февраля 2024  | Брагин с семейством переезжает в новую квартиру, но его срочно вызывают в «Склиф». Промышленный альпинист упал с восьмого этажа. После операции пациент, оставшись в палате один, пытается самостоятельно встать и падает. Прооперированные позвонки вновь смещаются. И теперь парнишка может навсегда остаться инвалидом. Отец альпиниста, олигарх, требует наказать виновных. Тем временем в «Склифе» появляется новый главный врач — Полонский. Узнав об этом, Кривицкий немедленно решает уволиться. |
| 2 (194)  | 5 февраля 2024  | Олигарх добивается рассмотрения дела в Минздраве. Полонский и Павлова защищают своих врачей. В итоге по решению комиссии Брагина отстраняют от работы на месяц, а все отделение должно будет пройти внеплановую переаттестацию. Фаина и Ирина Федоровна попадают под горячую руку Полонского, и в «Склифе» начинаются кадровые перестановки. |
| 3 (195)  | 6 февраля 2024  | В «Склиф» возвращаются Полина и Петр Пастуховы. Полонский назначает Пастухова старшим хирургом вместо Брагина. Полина претендует на место старшей медсестры. Но эта должность уже занята новой сотрудницей Инной — протеже Полонского. Брагина вызывают в Минздрав, чтобы предложить ему новую престижную должность, но внезапно там происходит взрыв. |
| 4 (196)  | 6 февраля 2024  | Женщину, которая устроила теракт в Минздраве, спасают в «Склифе». Она признается, что сделала это, чтобы спасти свою сестру, которой не дают квоту на лечение. Брагин обещает помочь ей. Тем временем к Куликову из Саратова приезжает знакомая — Светлана. Она сразу берет Сергея Анатольевича в оборот и переезжает к нему. Инна приглашает медсестер в караоке, чтобы отдохнуть и лучше узнать друг друга. |
| 5 (197)  | 7 февраля 2024  | У Волошина сложный случай. Ревнивый бывший муж ударил любовника жены топором. Волошин спасает пациента, но преступник проникает в отделение, чтобы завершить дело. Жизнь Волошина оказывается в опасности. Брагин берется помочь пациентке, которой не дали квоту. Он тайно госпитализирует её, несмотря на запрет Павловой. |
| 6 (198)  | 7 февраля 2024  | Неожиданно возвращается Неклюдов, отец детей Нины. Владимир не против, чтобы он встречался со своими детьми. Однако Нину настораживает появление бывшего мужа. Тем временем на стадионе ЧП: кто-то из фанатов крикнул, что на стадионе заложена бомба. Началась паника. В давке оказались Костя и Илья. Врачи «Склифа» срочно выезжают на помощь пострадавшим. |
| 7 (199)  | 8 февраля 2024  | Дочка Владимира Маня после ссоры убегает из дома. Нина и Владимир бросаются на поиски. К ним присоединяется Неклюдов. Волошин приглашает Инну к себе домой. Но романтический вечер прерывается из-за неожиданного гостя. Полонский встречается с человеком из своего прошлого. Накануне Рождества Брагин и Марина отправляются в Карелию. |
| 8 (200)  | 8 февраля 2024  | В Карелии Брагин идет в магазин через лес и проваливается в расщелину. Марина, заподозрив неладное, просит помощи у соседа. Вместе они едут на поиски Брагина. Тем временем Павлова и Кривицкий отправляются на рождественский ужин к Полонскому. В разгар застолья появляется человек, который требует провести ему операцию. В противном случае он угрожает обнародовать компромат на Полонского. |
| 9 (201)  | 12 февраля 2024 | В «Склиф» поступает пациентка с опасной инфекцией. Нарочинскую, контактировавшую с пациенткой, закрывают в стерильном боксе. Есть вероятность, что она могла заразиться. Павлова принимает решение закрыть «Склиф» на карантин. Брагин, несмотря на строгий запрет, пытается прорваться внутрь к жене. После проведенной шантажисту операции Полонский закрывается в своем кабинете и напивается. |
| 10 (202) | 12 февраля 2024 | Саша попадает в ДТП. На место происшествия приезжает жена Полонского — Яна, но ей внезапно становится плохо, и её кладут в «Склиф» на обследование. Тем временем в отделении уже у второго пациента обнаружена лихорадка. У входа в больницу дежурят журналисты в ожидании громких новостей. |
| 11 (203) | 13 февраля 2024 | Неклюдов приезжает к Владимиру, чтобы провести выходной с детьми и бывшей женой. Владимир недоволен, он запрещает Неклюдову приходить в его дом. Неклюдов везет семью в картинг-клуб, там Нине и Неклюдову приходится вместе спасать одного из посетителей. В «Склифе» появляется бывшая жена Волошина, она намерена увезти детей за границу. |
| 12 (204) | 13 февраля 2024 | К соседке Куликова приезжает племянник. Он решает отправить тетушку в дом престарелых, но вмешиваются Куликов и Светлана. На фоне тяжелых событий у соседки случается инфаркт. Куликов везет её в «Склиф». Полонского вызывают в Следственный комитет, его обвиняют в убийстве. Неожиданно Кривицкий решает заступиться за Полонского и доказать его невиновность. Костя и Саша решают расстаться и жить отдельно. Поступает маленький пациент с проглоченной ложкой, однако во время операции обнаруживаются множественные синяки по телу ребёнка. |
| 13 (205) | 14 февраля 2024 | Брагину предстоит сложная операция. Пациентка — жена Полонского, Яна. Брагин предлагает нестандартный метод. Третьяковой становится плохо. Выясняется, что она беременна, но она хочет сделать аборт. Тем временем Владимир предлагает купить Неклюдову квартиру в центре Москвы, а взамен просит оставить Нину в покое. Павлову шантажирует муж одной из пациенток. Полонский угрожает шантажисту, в процессе потасовки муж пациентки толкает Павлову. Куликов договаривается с соседкой о том, что будет помогать ей без оформления договора, сама Маргарита обещает завещать Сергею свою квартиру. Волошин узнал, что мать мальчика, проглотившего ложку, избивает его. |
| 14 (206) | 14 февраля 2024 | Кривицкий решается на неожиданный шаг, чтобы помочь Павловой - он приносит ей в палату щенка. Жена Полонского возвращается домой. Поступает пациентка-блогер, симулирующая болезнь. Приходят результаты аутопсии Федосеева - Полонский не виновен. Куликов, Светлана, Костя и Пастуховы едут на машине в Сочи. Владимиру приходится принять трудное решение. Гинеколог сообщает, что у Тани и Эльчина будет двойня. Эльчин начинает задумываться об аборте. Несколько месяцев спустя, Марина восстанавливается после перенесенного вируса Эболы. |
| 15 (207) | 15 февраля 2024 | По дороге в Сочи Куликов, Светлана и Пастуховы попадают в пробку, возникшую из-за ДТП. Они отправляются на помощь пострадавшим. В «Склиф» приезжает олигарх. И хотя у него несложная операция, Полонский окружает его лучшими специалистами, а Брагина назначает лечащим врачом. В отсутствие Брагина в его дом врываются бандиты. |
| 16 (208) | 15 февраля 2024 | Бандиты держат Марину и детей в заложниках. Они требуют, чтобы Брагин пошел на преступление. Бандиты передают Брагину шприц с неизвестным лекарством, которое он должен незаметно вколоть одному из пациентов перед операцией. Жизни Марины и детей Олега висят на волоске.. |

### Сезон 12
| № серии  | Премьера        | Описание серии |
| -------- | --------------- | --- |
| 1 (209)  | 3 февраля 2025  | Семья Брагина в заложниках. Марину Нарочинскую с детьми и Галину Фёдоровну бандиты держат под прицелом в собственной квартире. Они требуют, чтобы Брагин во время операции ввёл смертельную инъекцию бизнесмену Радимину. Ситуация патовая. Жена одного из напавших смертельно больна, поэтому он должен выполнить условия заказчика преступления или потеряет последний шанс спасти её. Тем временем Брагину тоже предстоит невозможный выбор – он станет убийцей или потеряет семью. |
| 2 (210)  | 3 февраля 2025  | После развода с Сашей, Лазарев запил, расставание даётся ему очень тяжело. Хромов и Кривицкий вынуждены прикрывать его. У Третьяковой начинаются схватки, Эльчин везёт её в роддом. В доме престарелых произошла чрезвычайная ситуация, отключилось отопление и электричество. Тридцать пять пожилых людей оказались в Склифе. Между тем в отделении появляются новые сотрудники – хирург Леонид Горелов и гинеколог Юлия Семёнова.                                                    |
| 3 (211)  | 4 февраля 2025  | Кривицкому неожиданно становится плохо. С пересаженным сердцем возникают проблемы. Павлова не отходит от него. Чтобы поднять настроение пожилым пациентам, Хромов договаривается с Димой, чтобы его девушка Вика устроила скрипичный концерт прямо в отделении. Однако делать это приходится в тайне от Павловой. |
| 4 (212)  | 4 февраля 2025  | У Нарочинской и Шейнмана сложный случай. Проводить операцию пациенту крайне рискованно. Их мнения разделяются, Нарочинская решает посоветоваться с Брагиным, и оставить окончательное решение за ним. Кривицкому становится хуже. К Полонскому обращается бывшая жена, её шантажирует собственный зам и бывший любовник. |
| 5 (213)  | 5 февраля 2025  | Брагин и Пастухов делают операцию Кривицкому. Но никто не уверен в положительном исходе, состояние тяжёлое. Куликов и Семёнова делают кесарево девушке без её согласия. Она приходит в себя, и уверяет, что откажется от новорожденного. Врачи по очереди уговаривают её не совершать этот поступок. Тем временем в жизни Нины появляется человек, о существовании которого она предпочла бы навсегда забыть.                                                                          |
| 6 (214)  | 5 февраля 2025  | Павловой приходится сообщить Кривицкому неприятные новости. Операция пациенту Денису со сложным случаем, которую проводили Нарочинская, Брагин и Шейнман, не помогла. Шейнман собирается его выписывать. Но Брагин готов предложить Денису ещё одну операцию – радикальную и очень опасную. Денис или поправится, или умрёт прямо на операционном столе. Нина неожиданно сталкивается со своим только что освободившимся из тюрьмы отцом.                                              |
| 7 (215)  | 6 февраля 2025  | У Кривицкого внезапно случается приступ, он впадает в кому. Павлова держится из последних сил, но решает позвонить его детям. Сын Кривицкого находится далеко в джунглях, но приезжает дочь Кривицкого – Маша. У Пастухова и Полины необычная пациентка. Девочка утверждает, что женщина и мужчина, которые привезли её в больницу – не ее родители. Они ее похитили, и поэтому она выпрыгнула из машины на полном ходу.                                                               |
| 8 (216)  | 6 февраля 2025  | Анестезиолог Дима пропал. Эльчин и Вика отправляются на его поиски. Нине предстоит провести экскурсию по отделению студентам первого курса, будущим медикам. Среди них Нина замечает Машу, дочку Владимира. Девочка всё ещё обижена на неё. Волошин по просьбе Полонского встречается с шантажистом, но всё идет не по плану. |
| 9 (217)  | 10 февраля 2025 | К Брагину приезжает дочь-подросток Тамара. Дедушка, с которым она жила раньше, умер, Брагин и Марина забирают её к себе. Но у Тамары чрезвычайно трудный характер. Домой к Куликову приезжают гости, которым он не рад. Пастухов сделал Кривицкому МРТ. Исследование зафиксировало отёк мозга. Он уверен, что изменения необратимы и Кривицкий уже не придёт в себя. Но никто не знает, как сказать об этом Павловой.                                                                  |
| 10 (218) | 10 февраля 2025 | Тамара отказывается ходить в школу, все предложения взрослых встречает протестом, а потом ещё и ворует в магазине. Всем становится понятно, что придется искать к девочке особый подход. Эльчин против, чтобы его жена Таня возвращалась в Склиф, он решает устроиться на подработку таксистом. Отец Нины тоже ищет работу, но с судимостью его никто не берёт. |
| 11 (219) | 11 февраля 2025 | Родители Дениса, пациента, которому Брагин не сумел помочь, сообщают, что нашли хирурга, который согласился провести ещё одну операцию. Её фамилия Дальская, она живет и работает в Кисловодске, и к ней едут пациенты со всего мира. Денис предлагает Брагину поехать с ними и ассистировать. Брагин решает взять с собой Тамару. |
| 12 (220) | 11 февраля 2025 | Все попытки Брагина наладить отношения с Тамарой в Кисловодске проваливаются. Девочка не хочет с ним разговаривать и готова даже жить у чужих людей. Тем временем Брагин занимается Денисом и сложным пациентом Дальской, которому даже она не в силах поставить правильный диагноз. Вскоре Брагин замечает, что у дочери случаются панические атаки. |
| 13 (221) | 12 февраля 2025 | У Тамары снова случается паническая атака. Брагин решает сделать дочери исследование мозга, чтобы убедиться, что панические атаки не имеют под собой физической природы. Дальская уверена, что всё это капризы избалованной девочки. Павлова наконец забирает Кривицкого домой, и ей приходится скрывать от него важную информацию. Гости вынуждают Куликова вместе ехать на автобусную экскурсию, но случается страшное ДТП.                                                          |
| 14 (222) | 12 февраля 2025 | После ДТП у Эльчина на операционном столе умирает водитель автобуса. Мнение коллег разделяется. Большинство врачей уверены, что пациента невозможно было спасти. Но Полина Пастухова заявляет, что Эльчин во время операции на мгновение заснул. Семенова пытается наладить отношения со своей взрослой дочерью Дашей, приезжает к ней домой, но девушка прогоняет её. Ирина Фёдоровна руководит ремонтом кафе в Склифе, Павлова устраивает отца Нины к ней на работу.                 |
| 15 (223) | 13 февраля 2025 | Даша вынуждена обратиться к матери за помощью, её заливает сосед. Но мужчина оказывается агрессивным, и разбивает парню Даши глазницу. Куликов решает помочь Семёновой разобраться в непростой ситуации. После пережитого Павлова почти не спит. У неё случается нервный срыв, Кривицкий советует ей обратиться к психологу. |
| 16 (224) | 13 февраля 2025 | Эльчин приносит Павловой заявление об увольнении, он понимает, что не справляется. Павлова поручает Ирине Федоровне в тайне подготовить в кафе праздничное мероприятие. Кривицкий узнаёт, что его дочь Маша пропала, и отправляется на её поиски. А Павлова осознает, что её психологические проблемы гораздо серьёзнее, чем она предполагала. |

### Сезон 13
| № серии  | Премьера        | Описание серии |
| -------- | --------------- | -------------- |
| 1 (225)  | 2 февраля 2026  |                |
| 2 (226)  | 2 февраля 2026  |                |
| 3 (227)  | 3 февраля 2026  |                |
| 4 (228)  | 3 февраля 2026  |                |
| 5 (229)  | 4 февраля 2026  |                |
| 6 (230)  | 4 февраля 2026  |                |
| 7 (231)  | 5 февраля 2026  |                |
| 8 (232)  | 5 февраля 2026  |                |
| 9 (233)  | 9 февраля 2026  |                |
| 10 (234) | 9 февраля 2026  |                |
| 11 (235) | 10 февраля 2026 |                |
| 12 (236) | 10 февраля 2026 |                |
| 13 (237) | 11 февраля 2026 |                |
| 14 (238) | 11 февраля 2026 |                |
| 15 (239) | 12 февраля 2026 |                |
| 16 (240) | 12 февраля 2026 |                |